# Histoire des gratte-ciel (1884-1939)

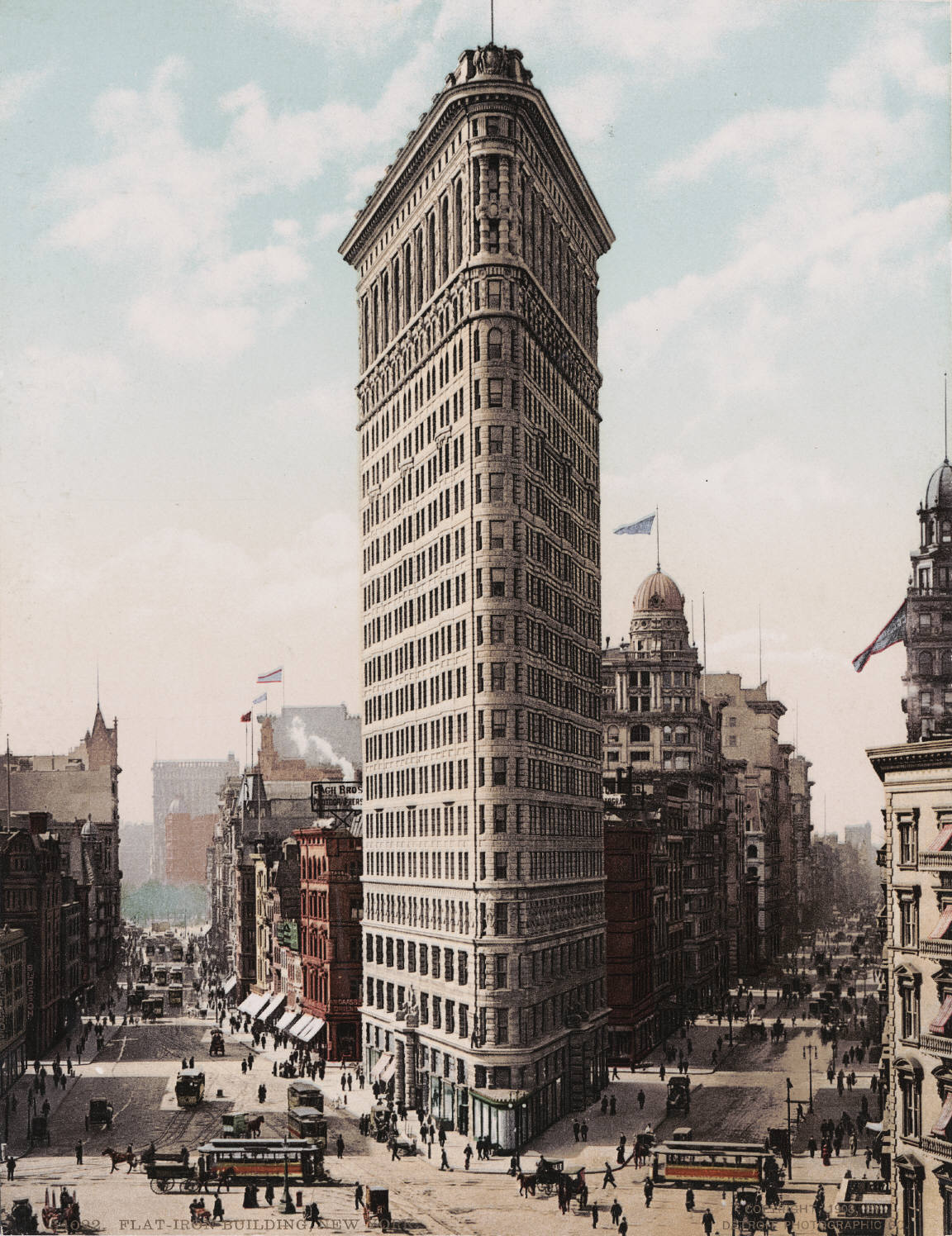
L'emblématique Flatiron Building de New York peu après sa construction en 1903.

Les premiers gratte-ciel désignent les hauts immeubles de bureaux construits entre 1884 et 1939 principalement à New York et Chicago. Les villes américaines étaient traditionnellement composées de bâtiments à quelques étages mais la forte croissance économique après la guerre de Sécession et le manque de terrains constructibles encouragèrent le développement d'immeubles plus grands à partir des années 1870. Les progrès technologiques permirent la construction de structures métalliques ignifugées avec de profondes fondations et possédant les derniers raffinements comme l'ascenseur et l'éclairage électrique. Ces évolutions rendirent techniquement réalisable et financièrement rentable la construction d'une nouvelle catégorie de grands immeubles. Le premier exemple de ce type fut le Home Insurance Building de 42 m construit à Chicago en 1884. Leur nombre augmenta rapidement et ils furent appelés « gratte-ciel » à partir de 1888.
Chicago fut initialement à la pointe de ce mouvement et de nombreux gratte-ciel furent construits dans le quartier d'affaires au début des années 1890. Parfois rattachés à l'école architecturale de Chicago, ces immeubles essayaient d'associer des considérations esthétiques et pratiques et abritaient des magasins et des restaurants dans les étages inférieurs et des bureaux dans les étages supérieurs de leur large structure carrée de style néoclassique. À l'inverse, les gratte-ciel new-yorkais étaient fréquemment des tours étroites dont le style plus éclectique fut souvent critiqué pour son manque d'élégance. Après que Chicago eut interdit la construction de nouveaux immeubles de plus de 150 pieds (46 m), la construction de bâtiments plus hauts se concentra à New York.
La première décennie du XXe siècle vit une nouvelle vague de construction du fait de la demande en bureaux pour accueillir le nombre grandissant de cols blancs. Les évolutions techniques rendirent plus facile le fait de construire et de vivre dans des immeubles toujours plus hauts. Des gratte-ciel emblématiques comme le Flatiron de 87 m furent suivis par le Singer Building de 187 m, la Metropolitan Life Tower de 210 m et le Woolworth Building de 241 m. Même si ces immeubles furent des succès commerciaux, l'opposition aux gratte-ciel s'accrut car ils rompaient l'horizon ordonné de la ville et plongeaient les rues et les bâtiments avoisinants dans une pénombre permanente. Associées au marasme économique, ces critiques entraînèrent en 1916 l'introduction de restrictions du zonage à New York.
Durant l'entre-deux-guerres, des gratte-ciel furent construits dans presque toutes les grandes villes américaines tandis qu'il n'y en eut que très peu dans les autres pays occidentaux. La forte croissance des années 1920 et l'importante spéculation foncière encouragèrent le lancement de nouveaux projets à New York et Chicago. Les restrictions new-yorkaises de 1916 aidèrent à la création du style Art déco avec des structures audacieuses et richement décorées. La hauteur continua de s'accroître avec les Chrysler et Empire State Buildings qui battirent successivement les records avec respectivement 319 et 443 m. La Grande Dépression entraîna néanmoins un effondrement du marché immobilier et les nouvelles constructions s'arrêtèrent. Les gratte-ciel marquèrent la culture via le cinéma, la photographie et la littérature ; certains les voyaient comme des symboles de la modernité et de la science et d'autres comme des exemples des défauts de la vie et de la société moderne. Les projets postérieurs à la Seconde Guerre mondiale rejetèrent le dessin des gratte-ciel en faveur du style international ; beaucoup des immeubles les plus anciens furent démolis ou modifiés pour correspondre aux goûts contemporains.

## Contexte: 1850-1879

### Motivations commerciales et sociales
Les premiers gratte-ciel apparurent aux États-Unis du fait de la croissance économique, de l'organisation financière des entreprises américaines et du manque de terrains constructibles. New York était l'un des principaux ports de la côte Est des États-Unis et en raison de son historie coloniale, le foncier new-yorkais était divisé en de nombreuses petites parcelles avec peu de grands terrains. Durant la seconde moitié du XIXe siècle, la ville devint le centre national de la finance américaine et les banques du quartier d'affaires de Wall Street rivalisaient avec celles de Londres pour la domination internationale.

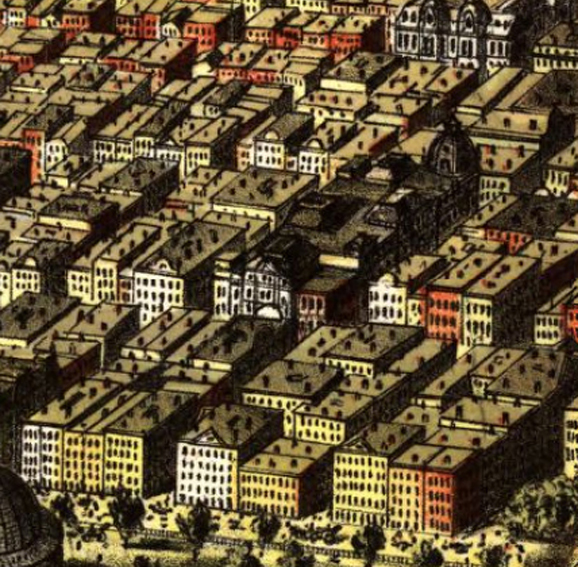
Carte de Chicago en 1874 par Currier and Ives montrant les bâtiments à quelques étages construits après l'incendie de 1871.

Le Grand Incendie de 1835 détruisit une grande partie de l'ancien quartier financier et de nombreux bâtiments furent construits et démolis durant les années 1840 et 1850 ; le maire Philip Hone suggéra que la ville tout entière soit reconstruite chaque décennie,. La plupart des bâtiments ne dépassaient pas six étages et étaient du style palazzo inspiré par l'architecture Renaissance populaire en Grande-Bretagne,. New York n'avait pas de limites à la hauteur des immeubles mais les bâtiments de quelques étages restèrent la norme jusque dans les années 1860 et les plus hauts édifices étaient les églises de la ville,,. La population new-yorkaise tripla entre 1840 et 1870 et les prix de l'immobilier augmentèrent de 90 % entre 1860 et 1875.
Plus à l'ouest, la ville de Chicago devint l'autre grand site de développement des gratte-ciel. À la différence de New York, Chicago n'émergea comme grande métropole qu'au milieu du XIXe siècle en passant d'un village d'environ cinquante habitants en 1830 à une ville de 30 000 personnes en 1850 puis de 300 000 en 1870. Chicago devint le principal nœud ferroviaire et commercial du Midwest en pleine expansion,. La ville se considérait comme différente des cités de la côte est et était particulièrement fière de son statut de centre dynamique en plein essor.
Dans les années 1870, Chicago était devenu le principal centre financier de l'Ouest mais en octobre 1871, un incendie ravagea le centre-ville construit en bois,,. La zone urbaine fut reconstruite selon un plan hippodamien, et les bâtiments en bois furent interdits,. Ces facteurs encouragèrent la construction d'immeubles plus grands aux caractéristiques innovantes qui, comme à New York, étaient destinés à accueillir diverses activités commerciales au sein du même bâtiment,.
Le développement de bâtiments plus hauts durant les années 1870 fut limité par la crise bancaire de 1873 et la dépression qui suivit. Les constructions ralentirent et la valeur des propriétés s'effondra. Le marasme s'estompa à partir de 1880 et le rythme de construction à New York revint à son niveau de 1871 tandis qu'avec le retour de la croissance, la construction d'immeubles de grande taille redevint rentable,.

### Évolutions technologiques

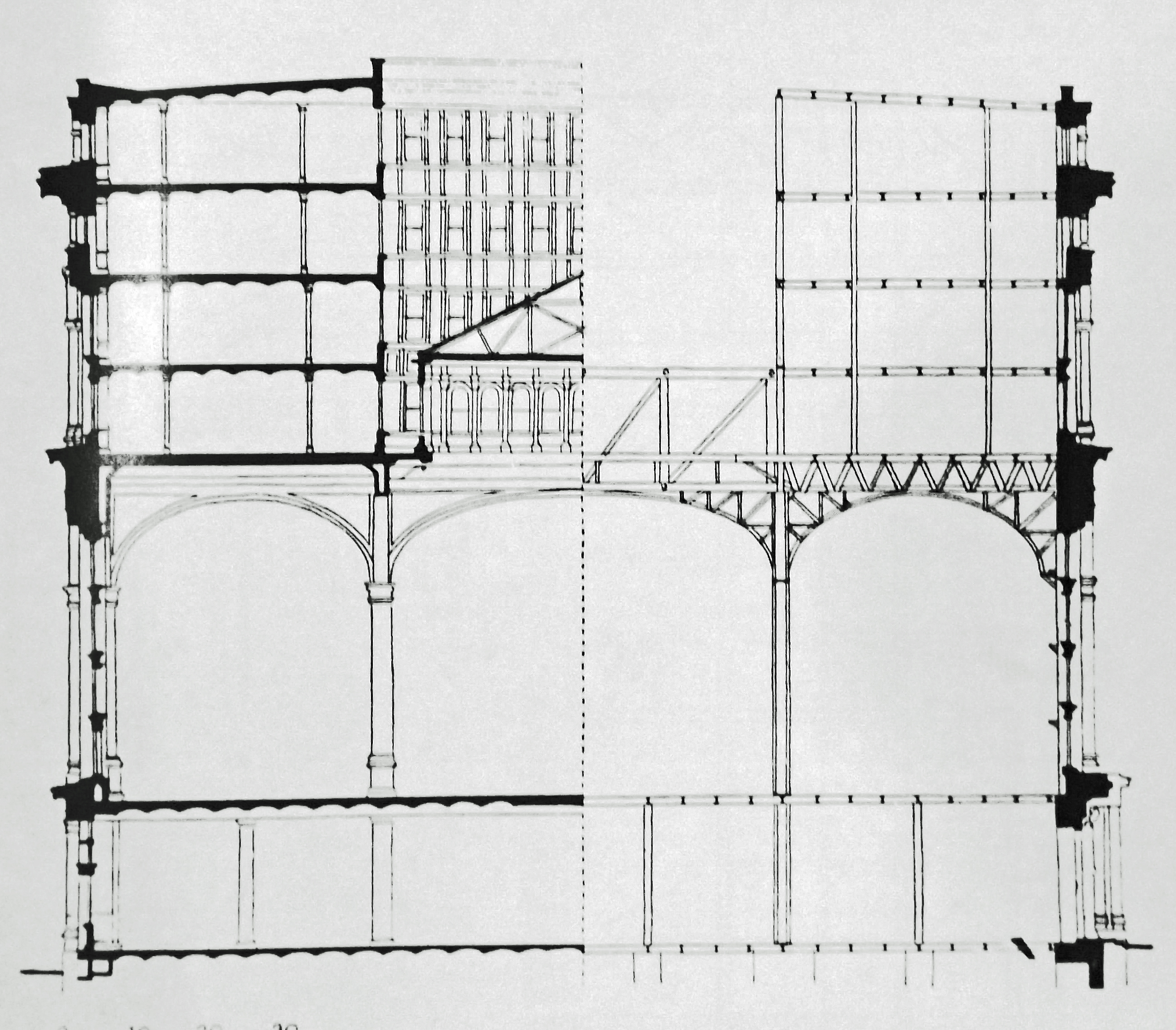
Structure métallique intérieure du Produce Exchange de New York construit en 1884.

L'apparition des gratte-ciel fut rendue possible par les progrès technologiques du milieu du XIXe siècle. L'une de ces évolutions fut la structure métallique. Dans les bâtiments traditionnels, les planchers sont soutenus par les murs mais plus le bâtiment est haut et plus les murs doivent être épais, en particulier à la base. Les murs du Monadnock Building de 66 m de Chicago construits principalement en briques ont ainsi une épaisseur d'environ 1,8 m à leur base. Dans les années 1860, les ingénieurs français utilisèrent des poutrelles en fer forgé pour construire des bâtiments soutenus par des structures intérieures en métal. Ces cadres étaient plus résistants que la maçonnerie traditionnelle et permettaient de réduire l'épaisseur des murs. Cette technique fut largement décrite dans les publications scientifiques et fut initialement utilisée dans la construction de hangars.
Les immeubles construits avec ces cadres métalliques s'exposaient néanmoins aux effets potentiellement dévastateurs du vent. Des renforts durent être introduits grâce aux travaux d'Augustin Fresnel permettant de calculer la charge et les moments sur de grandes structures. Les bâtiments à structure métallique étaient également particulièrement vulnérables au feu et nécessitaient une ignifugation spéciale. Les ingénieurs français avaient étudié ce domaine au début du XIXe siècle mais des progrès décisifs furent réalisés par l'architecte Peter Wight dans les années 1860. Motivés par les incendies de Chicago en 1871 et de Boston en 1872, ses travaux donnèrent naissance à de nombreux produits d'ignifugation dans les années 1870.
Des bâtiments plus hauts et plus massifs tels que les gratte-ciel exigeaient des fondations plus solides que les bâtiments plus petits. Les constructions antérieures avaient généralement des fondations qui reposaient sur des gravats posés sur le sol. Le sol n'était cependant pas capable de soutenir des immeubles toujours plus hauts et lourds et il devint nécessaire de faire reposer leurs fondations directement sur la roche mère. À New York et Chicago, cela impliquait de creuser très profondément dans un sol meuble et souvent gorgé d'eau ; le risque était que l'eau n'inonde l'excavation avant que les travaux ne soient achevés. Des structures étanches appelées caissons furent inventées en Grande-Bretagne en 1830 pour remédier à ce problème et adoptées aux États-Unis dans les années 1850 et 1860.

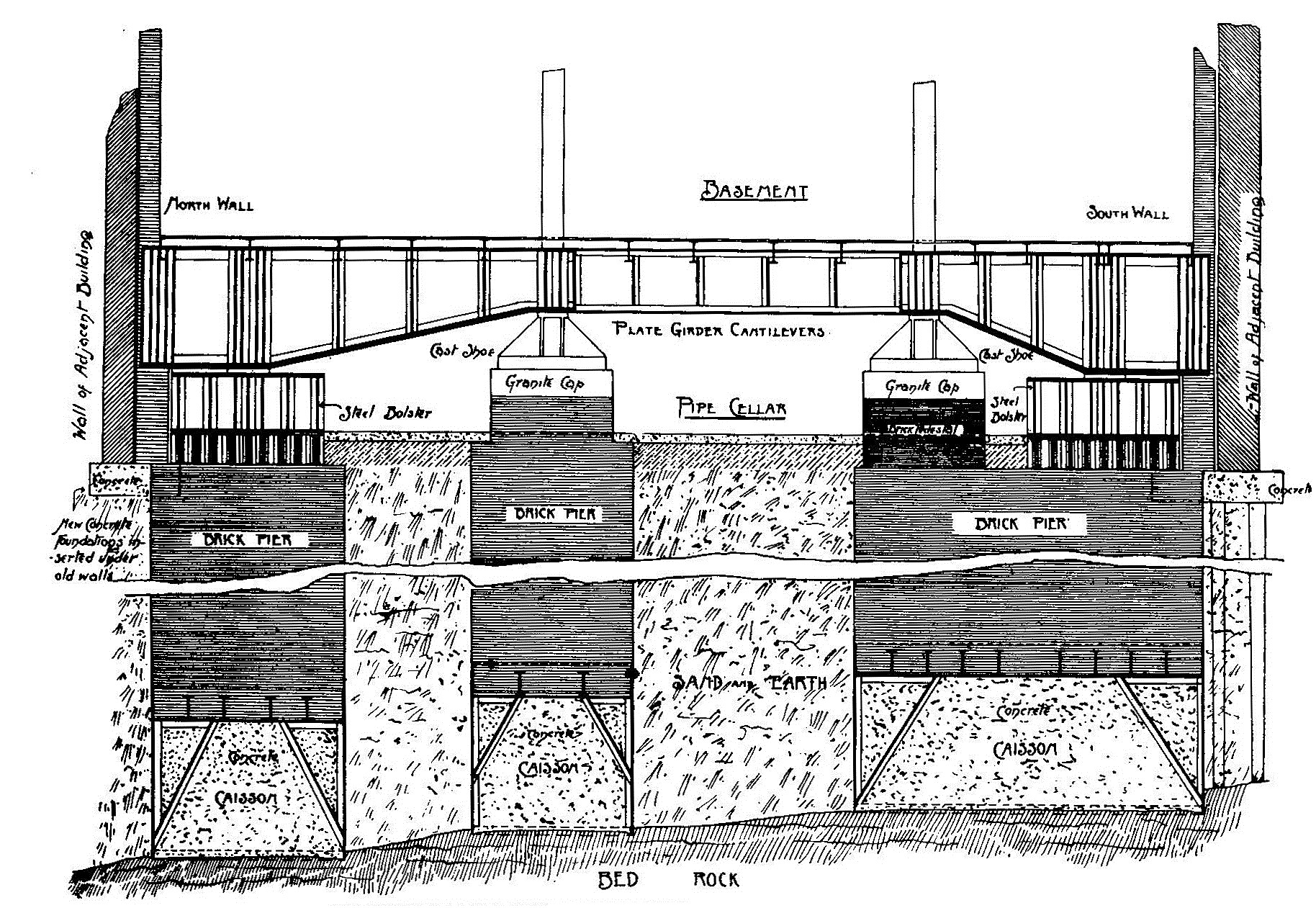
Fondations en caissons d'un gratte-ciel de 1898.

Le développement de l'ascenseur fut également indispensable au développement des gratte-ciel car les immeubles de bureaux de plus de six étages étaient inutilisables sans eux,. Les premiers furent installés au Royaume-Uni dans les années 1830 puis dans les usines et les hôtels américains dans les années 1840. De nouvelles technologies de chauffage, d'éclairage, de ventilation et d'assainissement furent également nécessaires pour créer des immeubles de grande taille où il serait possible de travailler dans de bonnes condition. Le chauffage central ne pouvait pas facilement être utilisé dans de grands bâtiments ; dans les années 1850, un système utilisant de la vapeur à basse pression et des ventilateurs associés à des machines à vapeur fut développé et fut par la suite adopté dans la construction des gratte-ciel. De nombreux bâtiments américains étaient éclairés au gaz mais cette technologie comportait des risques et était difficile à installer dans des grands immeubles. L'éclairage électrique se développa à partir de 1878 grâce à des générateurs électriques installés en sous-sol. La ventilation était également un défi car les fumées venant des rues et créées par les lampes à gaz rendaient l'air peu respirable. Un système de ventilation avec de l'air forcé par une machine à vapeur inventé dans les années 1860 fut largement utilisé à partir des années 1870 et permit de réduire une grande partie du problème. L'amélioration des canalisations métalliques permit pour la première fois d'alimenter les installations sanitaires des étages supérieurs en eau chaude et froide.

## Émergence du gratte-ciel: 1880-1899

### Premiers exemples

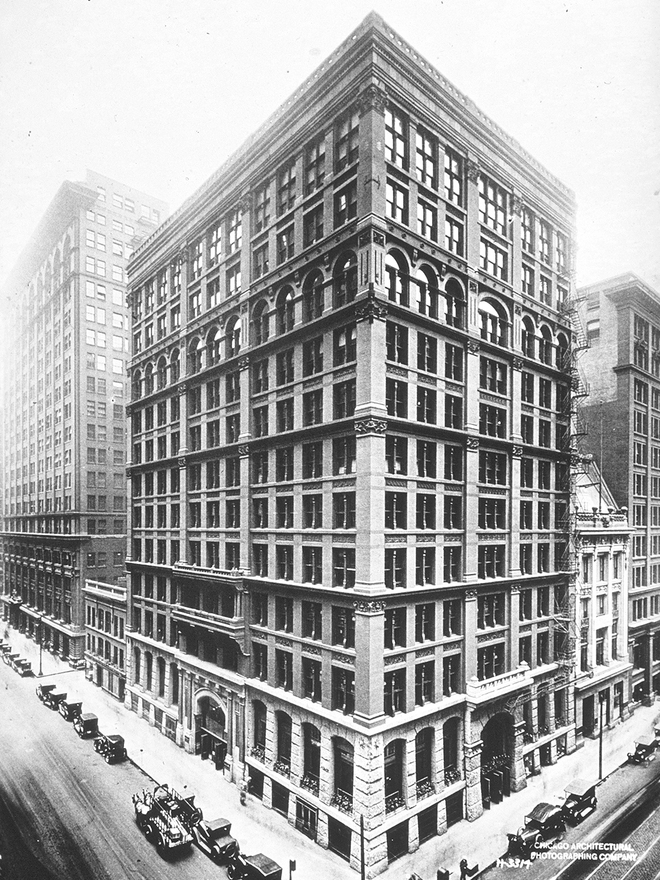
Le Home Insurance Building, construit à Chicago en 1884 par l'architecte William Le Baron Jenney, est souvent considéré comme étant le premier gratte-ciel de l'histoire.

Les spécialistes sont en désaccord sur l'identité du bâtiment qui devrait être considéré comme le premier skyscraper (« gratte-ciel »),. Le terme était utilisé initialement dans les années 1780 pour désigner un cheval particulièrement grand avant d'être appliqué à la voile située au sommet du mat d'un navire, aux chapeaux et aux hommes de grande taille et à une balle envoyée très haut dans les airs. Il commença à être appliqué aux bâtiments dans les années 1880 d'abord pour les grands monuments puis en 1889 pour les hauts ensembles de bureaux qui apparurent dans la décennie suivante,. L'identification du premier « véritable gratte-ciel » n'est pas évidente et divers candidats ont été proposés suivant le critère utilisé. L'Equitable Life Building (en) construit à New York par George B. Post en 1870 était par exemple le premier immeuble de bureaux à disposer d'un ascenseur tandis qu'une autre de ses réalisations, le Produce Exchange de 1884, employait largement le métal dans sa conception,. Le Montauk Building, construit à Chicago par Daniel Burnham et John Wellborn Root en 1883, est considéré par certains comme étant le premier bâtiment à être appelé un « gratte-ciel »,. Le Home Insurance Building inauguré à Chicago en 1884 est néanmoins le bâtiment le plus souvent qualifié de « premier gratte-ciel » en raison de sa structure métallique novatrice,,.
Le Home Insurance Building comptait dix étages pour une hauteur de 42 m et avait été conçu par William Le Baron Jenney qui avait travaillé en France était l'un des architectes les plus en vue de Chicago,,. La conception de Jenney était innovante car elle incorporait des éléments en acier dans la structure interne en métal composée traditionnellement de fer forgé. Cette armature plus résistante permettait de soutenir le poids des planchers et des murs extérieurs, ce qui fut une étape importante vers la création des murs-rideaux qui devinrent une caractéristique des futurs gratte-ciel. La structure n'était cependant pas parfaite car une partie du poids était toujours supportée par la maçonnerie des murs et les éléments métalliques étaient vissés ensemble et non rivetés mais cela fut néanmoins un progrès significatif dans la construction de bâtiments de grande taille.
Cette méthode se répandit rapidement à Chicago et en 1889, le Tacoma Building utilisa une structure rivetée plus solide. Lors de la construction du Rand McNally Building en 1890, les derniers problèmes techniques avaient été résolus et le bâtiment fut le premier gratte-ciel dont l'armature métallique soutenait l'ensemble de la structure. Certains immeubles comme le Rookery Building et le Monadnock Building continuèrent de combiner des éléments métalliques et de maçonnerie mais les architectes chicagoans adoptèrent rapidement les structures en acier plus flexible pour produire des bâtiments plus hauts.

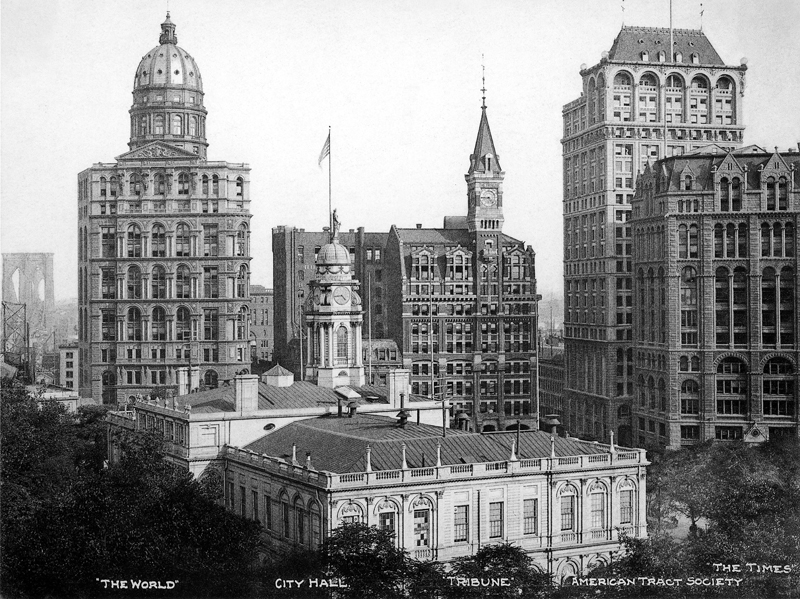
Les éditeurs de journaux new-yorkais firent construire plusieurs gratte-ciel sur Park Row à proximité de l'hôtel de ville (au premier plan).

Avec la résolution des problèmes techniques, il y eut une frénésie de construction de gratte-ciel à Chicago à partir de 1888 et la ville devint la référence dans ce domaine. En 1893, Chicago comptait 12 immeubles de plus de 16 étages concentrés au centre du quartier d'affaires,. Les constructions étaient néanmoins entravées par les limites contemporaines des structures métalliques et par le sous-sol instable de la ville qui empêchaient la plupart des bâtiments de dépasser 20 étages. Les gratte-ciel devinrent rapidement une destination pour les touristes car ils offraient une vue imprenable sur la ville et étaient eux-mêmes des attractions touristiques.
Le Masonic Temple Building était le plus remarquable de ces nouveaux gratte-ciel. Construit par les francs-maçons de Chicago en 1892 à une période où ce groupe était en pleine croissance, le bâtiment de 302 pieds (92 m) comptait 19 étages ; les étages inférieurs abritaient dix magasins tandis que les suites privées des francs-maçons et des salles de réception pouvant accueillir 1 300 personnes se trouvaient aux niveaux supérieurs. Un jardin et une galerie panoramique étaient situés sur le toit. Les francs-maçons étaient en compétition avec leurs rivaux locaux des Odd Fellows qui envisageaient de construire un gratte-ciel de 169 m qui serait le plus haut bâtiment au monde. Les journaux reprirent l'annonce sur cette taille et réalisèrent des comparaisons avec des monuments historiques comme le Capitole et la statue de la Liberté. Le projet des Odd Fellows ne vit jamais le jour mais le Masonic Temple profita de la publicité en se déclarant le « plus haut bâtiment commercial au monde, ».
En comparaison, New York était à la traîne derrière Chicago et elle ne comptait que quatre bâtiments de plus de 16 étages en 1893. Une partie de ce retard était liée aux autorités de la ville qui refusèrent d'autoriser les constructions métalliques jusqu'en 1889 quand elles autorisèrent Bradford Gilbert à construire le Tower Building, un gratte-ciel de 11 étages à armature métallique,. Cela encouragea les projets new-yorkais même si la ville continua de se méfier de cette technologie pendant plusieurs années,. Une percée fut finalement réalisée en 1895 avec la construction de l'American Surety Building, un bâtiment de 20 étages et de 303 pieds (92,4 m) qui surpassa le record détenu par le Masonic Temple de Chicago. Les sociétés d'édition de journaux firent construire des gratte-ciel et la rue de Park Row où plusieurs avaient été construits fut surnommée Newspaper Row (« allée des journaux »). Quelques gratte-ciel furent également construits à Baltimore, Boston, Pittsburgh, Saint-Louis et Buffalo,.

### Architecture

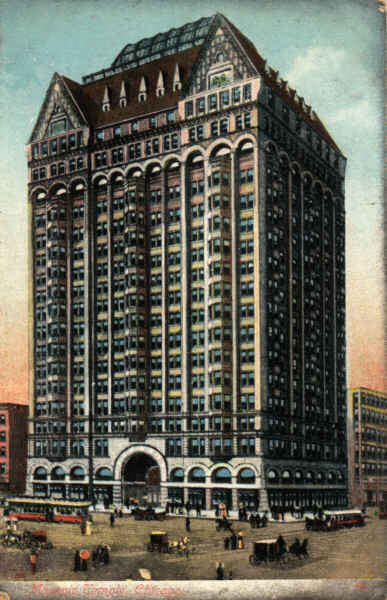
Le Temple maçonnique de Chicago montrant la division tripartite de l'extérieur des gratte-ciel de Chicago

Les architectes des gratte-ciel rencontrèrent plusieurs défis. Le style architectural le plus populaire à la XIXe siècle était le style Beaux-Arts français qui appliquait les principes esthétiques du classicisme aux bâtiments modernes. Les architectes américains ayant étudié ce style à l'académie des Beaux-Arts de Paris ramenèrent ces idées avec eux à leur retour aux États-Unis. Son application aux gratte-ciel ne fut cependant pas simple car les bâtiments influencés par le mouvement des Beaux-Arts étaient généralement plus larges et moins hauts que les gratte-ciel ; une reproduction exacte sur des structures hautes et étroites était donc difficile. L'architecte Barr Ferree nota ainsi en 1893 que « l'architecture américaine actuelle n'est pas une question d'art mais de business. Un bâtiment doit être rentable ou aucun investisseur ne sera prêt à avancer l'argent pour compenser ses coûts. Cela est à la fois la gloire et la malédiction de l'architecture américaine, ». George Hill souligna cette idée en condamnant les caractéristiques inutiles sur la base que « chaque mètre cube utilisé pour des raisons purement décoratives au-delà de ce qui est nécessaire pour exprimer son usage et pour être en harmonie avec les autres de sa classe, est un gâchis, ».
Dans les années 1890, les architectes chicagoans développèrent une solution à ce problème en créant un nouveau style architectural souvent appelé « École de Chicago, ». L'École comprenait des architectes comme Louis Sullivan, William Le Baron Jenney et John Wellborn Root dont les dessins associaient l'esthétique architecturale à des considérations plus pragmatiques. Ils privilégiaient l'emploi de décorations raffinées au niveau du sol et une ornementation plus légère dans les niveaux supérieurs tout en soulignant les lignes verticales,. L'intention était d'attirer l'œil de l'observateur vers le haut pour célébrer ce que Sullivan qualifia d'« ambitieux » dans un gratte-ciel tout en évitant de gaspiller des ressources sur des détails complexes ayant peu de chances de séduire un homme d'affaires pressé,,. De même les rez-de-chaussée richement décorés permettaient de faire se démarquer le bâtiment et d'attirer les passants dans les commerces.

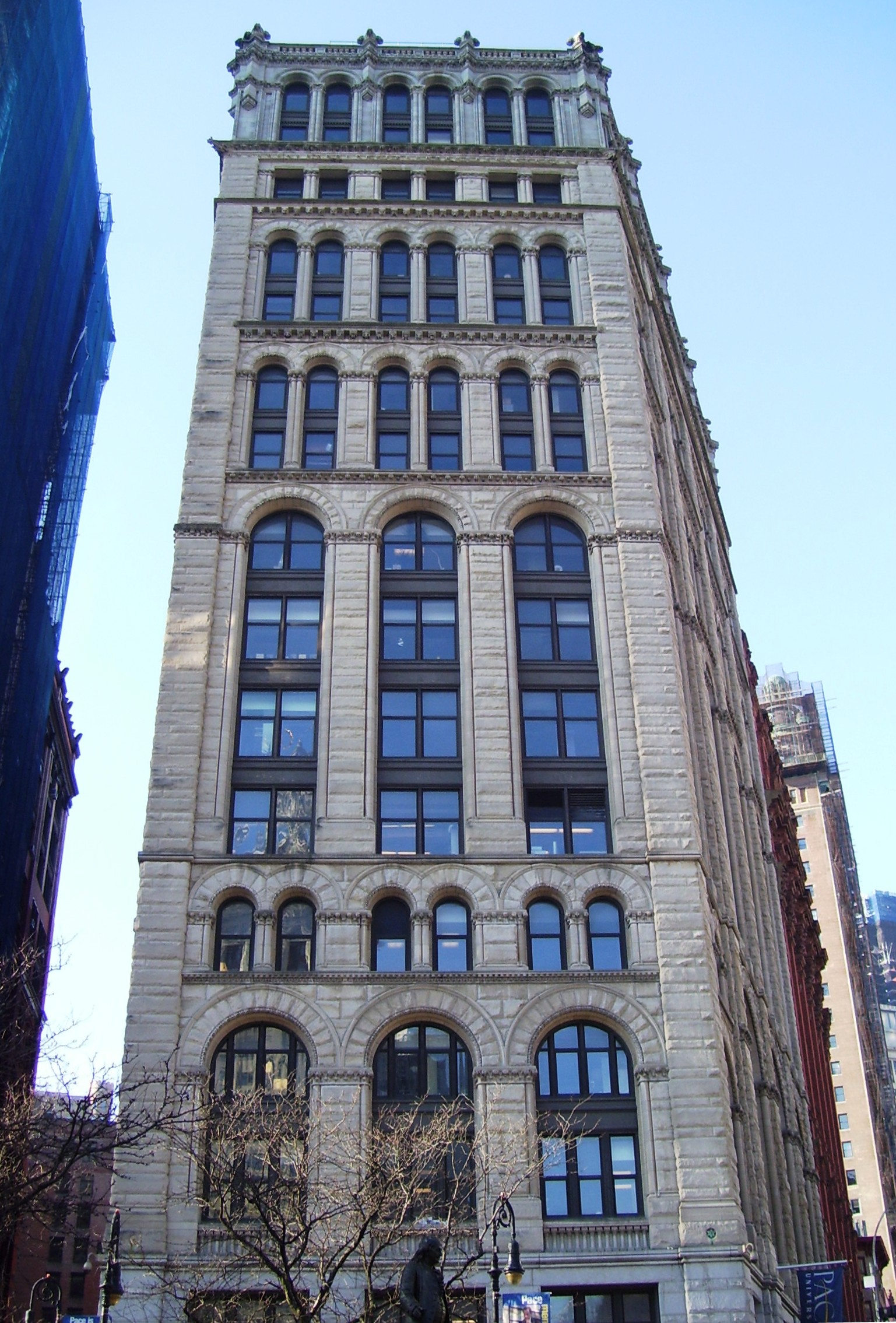
Le New York Times Building montrant la multitude de styles sur une même façade typique des gratte-ciel de la ville

Cette école de pensée mit également en relation les architectes, les ingénieurs des structures et les constructeurs sur les mêmes projets. Historiquement, le secteur de la construction avait été dominé par des petites entreprises qui associaient les rôles d'architecte et d'ingénieur mais cela fut remplacé à Chicago par un partenariat entre des architectes spécialisés qui se concentraient sur l'apparence du gratte-ciel et des ingénieurs spécialisés qui se chargeaient de réaliser ces idées. Les cabinets d'architecture de Chicago devinrent ainsi des grandes entreprises et la D. H. Burnham & Company ressemblait par exemple à une petite usine qui finit par employer 180 personnes.
L'École de Chicago produisit ainsi des gratte-ciel larges et imposants possédant une apparence et une hauteur similaires. Il s'agissait généralement d'une forme rectangulaire de style palazzo avec un large espace destiné à faire entrer la lumière situé, idéalement, au centre. L'extérieur était typiquement divisé en trois parties : la base, la section centrale et la ligne de toit. Cette division tripartie était destinée à reproduire les colonnes classiques et refléter les fonctions des différentes partie du gratte-ciel. L'espace central pouvait former une simple cour mais beaucoup de compagnies préféraient installer une verrière au sommet pour créer un atrium destiné aux magasins et restaurants. Les fenêtres des gratte-ciel de Chicago étaient également une caractéristique architecturale : elles étaient de larges vitres fixes avec des petites fenêtres à guillotine sur les côtés. Certaines dépassaient du bâtiment et formaient une fenêtre arquée.
Même si l'extérieur des gratte-ciel chicagoans était relativement sobre, les halls étaient décorés avec grand soin. L'Unity Building possédait ainsi « du marbre numidien, des Alpes, de Sienne… un paravent artistique de verre et de bronze… un balcon en marbre » ainsi que « des colonnes corinthiennes avec des capitales finement gravées, des chandeliers dorés à la feuille d'or et d'argent et des treillis plaqués argent » dans les ascenseurs. L'objectif était de projeter une sensation de prospérité et de solidité financière qui pouvait attirer les occupants prêts à payer des loyers élevés. Pour ces derniers, habiter dans un tel environnement était un bon moyen de témoigner de sa prospérité et d'affirmer son statut social.
New York rencontra les mêmes défis architecturaux mais, à l'inverse de Chicago, les architectes travaillaient de manière moins étroite avec les ingénieurs et se sentaient donc plus autonomes et libres de proposer leurs idées. Ils travaillaient également au sein de cabinets plus petits qu'à Chicago. Les ingénieurs new-yorkais mirent plus de temps à adopter un rôle professionnel, une évolution reflétée dans la plus faible qualité de nombreux premiers gratte-ciel de la ville. Le style new-yorkais mettait plus l'accent sur la grande hauteur et l'emploi quelque peu éclectique d'éléments architecturaux de différentes périodes pour créer une apparence flamboyante et puissante,. Les tours étaient fréquentes pour exploiter au maximum les parcelles relativement petites de New York. Certains gratte-ciel new-yorkais reproduisirent le style tripartite de Chicago mais d'autres divisèrent l'extérieur en de nombreux niveaux différents possédant chacun son style particulier. Les partisans de cette division avancèrent que cela donnait une taille humaine à ces hauts immeubles tandis que les critiques considéraient que le résultat était confus et disgracieux.

### Vie dans les premiers gratte-ciel

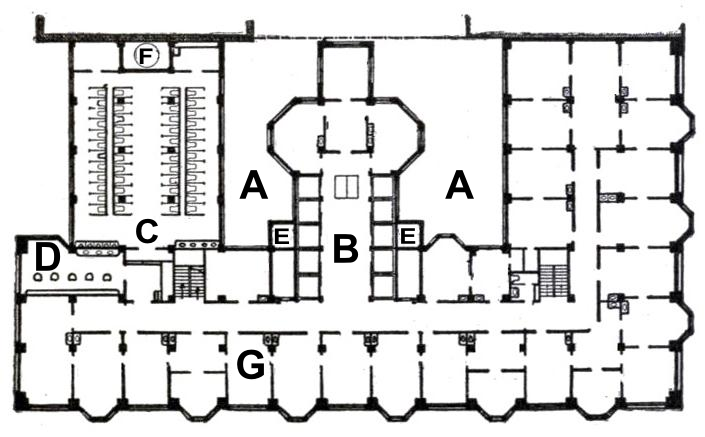
Plan d'un niveau typique du Chicago Stock Exchange Building de 1893 : A - Atrium ; B - Hall ; C - Toilettes ; D - Coiffeur ; E - Conduits de ventilation ; F - Conduits de cheminée ; G - Bureau de par

L'intérieur des premiers gratte-ciel était principalement composé de petits bureaux d'environ 12 pieds (4 m) de large qui étaient placés cote à cote le long de grands couloirs. Cela permettait à des sociétés relativement petites de louer un espace composé de quelques bureaux tout en ayant la possibilité de s'accroître ultérieurement en acquérant les pièces voisines. Ces bureaux étaient généralement éclairés par la lumière du jour mais des petites lampes de bureau pouvaient offrir un complément limité. Pour l'époque, ces locaux étaient très modernes avec des radiateurs, des aérations, le mobilier le plus récent et des systèmes de communication comme le téléphone ou le tube pneumatique. Par conséquent, de nombreuses entreprises choisirent de quitter leurs anciens bâtiments peu-élevés pour s'installer dans les nouveaux gratte-ciel qui semblaient plus confortables et pratiques.
Les premiers gratte-ciel étaient essentiellement occupés par des hommes mais cela évolua dans les années 1890 quand le salariat féminin devint plus courant. Le pourcentage d'employées à Chicago passa ainsi de 11 % en 1880 à 21 % en 1890 puis à 30 % dix ans plus tard. Cette évolution provoqua des inquiétudes morales quant à la mixité dans ces bureaux ; ces espaces traditionnellement masculins pleins de fumée de cigarette et de jurons étaient jugés peu appropriés pour des femmes. Les femmes étaient typiquement employées comme dactylographes ou sténographes et utilisaient les machines à écrire récemment inventées dont le nombre dans les entreprises américaines passa de 146 en 1879 à 65 000 en 1890.
Les gratte-ciel fournissaient un grand nombre de services à leurs occupants dont des magasins, des restaurants, des débits de tabac et des bibliothèques. Ils nécessitaient également un personnel spécialisé pour assurer l'entretien ; un immeuble comme le Chicago Board of Trade Building consacrait 20 % de ses revenus à ses services techniques et employait 41 personnes dont des concierges, des liftiers, des ingénieurs et un électricien. Avec tous ces équipements et services, les gratte-ciel de la période étaient souvent considérés comme des petites villes.

### Critiques et réformes à Chicago
L'opposition aux gratte-ciel se développa à Chicago dès le début des années 1890. Même avant le développement des gratte-ciel, certains avaient critiqué les grands bâtiments de Chicago car ils dominaient les églises et les résidences privées et ce sentiment s'accrut au fil du temps. Les opposants se plaignaient que la concentration de grands bâtiments dans le centre-ville causait de nombreux embouteillages et que le charbon utilisé par chacun des bâtiments, dont la consommation atteignit plus d'un million de tonnes, créait un smog épais et persistant au-dessus de la ville. Beaucoup s'inquiétaient également du risque qu'un incendie incontrôlable puisse se propager de bâtiment en bâtiment.
Chicago n'était pas la seule ville à s'inquiéter du nombre grandissant de gratte-ciel. À Boston, les Fiske et Ames Buildings de respectivement 56 et 58 m furent construits à la fin des années 1880 mais les protestations des habitants et du secteur immobilier poussèrent la ville à limiter la hauteur des bâtiments à 37 m, interdisant de fait les gratte-ciel; les villes de Philadelphie, Los Angeles et de Washington D.C. introduisirent des restrictions similaires.
Le facteur décisif en faveur du changement à Chicago fut cependant le ralentissement économique du début des années 1890 qui se conclut par la panique de 1893,. La récession associée à la frénésie de construction des années précédentes fit que Chicago avait un nombre considérable de bureaux vides,. Des régulations furent adoptées par le conseil municipal de Chicago en 1892 avec le soutien de l'industrie immobilière qui espérait limiter la construction de nouveaux bureaux et enrayer la chute des loyers. La hauteur des nouveaux immeubles fut limitée à 150 pieds (46 m) avec des hauteurs plus faibles sur les rues plus étroites,.

## Le «premier âge d'or»: 1900-1919

### Boom d'avant-guerre
Les premières années du XXe siècle virent le développement de gratte-ciel technologiquement novateurs et architecturalement audacieux à New York ; les spécialistes Sarah Landau et Carl Condit qualifient cette période de « premier âge d'or » de la construction de gratte-ciel. Certains étaient des immeubles relativement conservateurs et de style classique comme les Mutual Life, Atlantic Mutual et Broad Exchange Buildings, tous les trois conçus par le cabinet d'architecture Clinton and Russell. D'autres furent plus novateurs comme le Flatiron Building inauguré en 1903 près de Madison Square. La société chicagoane de Daniel Burnham conçut ce bâtiment à la forme inhabituelle de 94 m de haut pour 21 étages ; cet immeuble étroit avait nécessité des renforts particulièrement solides pour résister au vent tandis que sa façade témoignait de l'influence de l'École de Chicago. Unanimement salué par les critiques et le public, le bâtiment fut comparé au Parthénon d'Athènes et devint l'un des symboles de New York,.
La construction du Singer Building fut annoncée par la société du même nom en 1906 pour créer le plus haut gratte-ciel au monde. L'entreprise possédait déjà plusieurs bâtiments peu élevés à New York et elle décida de les regrouper et de construire une tour au-dessus ; les niveaux inférieurs seraient loués pour financer l'occupation des niveaux supérieurs. Le projet conçu par Ernest Flagg était particulièrement audacieux car la tour haute et étroite nécessitait des renforts particuliers pour résister au vent et la profondeur du sous-sol rocheux exigeait des fondations très profondes. La tour avait une façade en brique sombre et suivait le style Beaux-Arts utilisé dans le reste du complexe avec un hall décoré de marbre italien. Lorsqu'il ouvrit en 1908, le Singer Building comptait 47 étages pour 187 m de haut ; les visiteurs pouvaient accéder à la galerie d'observation au sommet du bâtiment pour 0,50 $ (12,90 $ de 2012,).

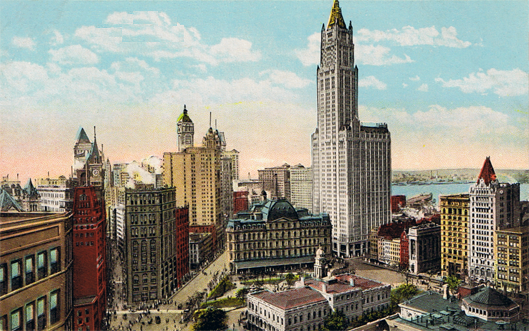
Carte postale de 1913 montrant le Woolworth Building quand il était le plus grand immeuble au monde.

La Metropolitan Life Tower dessinée par Napoléon Le Brun fut inaugurée en 1909 pour accueillir les locaux de la Metropolitan Life Insurance Company dont les effectifs venaient d'atteindre 2 800 personnes,. Avec ses 210 m de haut et ses 50 étages, elle devint le plus haut bâtiment au monde. Metropolitan Life voulait utiliser le gratte-ciel pour promouvoir l'image de l'entreprise et l'immeuble fut utilisé par la publicité. La tour fit la couverture d'influents magazines comme Scientific American et apparut sur des boites de flocons de mais et de paquets de café et sur des flancs de voitures,. La tour fut dessinée d'après le campanile de Saint-Marc de Venise avec des éléments de style Renaissance et ses façades comportaient des éléments modernes comme d'immenses horloges, des projecteurs électriques pour l'illumination nocturne et un étage d'observation au sommet,. Les architectes contemporains Everett Waid et Harvey Corbett décrivirent comment le bâtiment avait « les dernières innovations en matière de ventilation, de climatisation, d'insonorisation, d'éclairage artificiel, de tube pneumatique, de téléphone, d'horlogerie et d'ascenseur ». Le bâtiment fut salué par les architectes américains.
La construction du Woolworth Building de 55 étages et de 241 m fut annoncée en 1910 par l'homme d'affaires Frank Woolworth pour un coût de 13,5 millions de dollars (6,3 milliards de dollars de 2012),. Les dessins de l'architecte Cass Gilbert prévoyaient une surface importante pouvant facilement être divisée selon les besoins avec un grand soin apporté à l'éclairage. Des aménagements luxueux furent ajoutés pour attirer les propriétaires les plus aisés comme les ascenseurs les plus rapides au monde, des éléments de sécurité et une piscine. Gilbert employa le style Beaux-Arts avec de la terre cuite et du verre pour souligner les lignes verticales et les éléments inspirés du gothique flamboyant. Le bâtiment était surmonté d'une tour dorée qui fusionnait avec le ciel derrière elle pour donner l'impression d'une hauteur encore supérieure,,. Il était illuminé la nuit avec des phares rouges et blancs et fut surnommé la « cathédrale du commerce », ce qui déplut à Gilbert qui s'était efforcé de ne pas copier l'architecture religieuse.
Dans le même temps, l'industrie du gratte-ciel de Chicago connut également une forte croissance dans la décennie précédant la Première Guerre mondiale car le métro aérien permit à plus d'employés de travailler dans le quartier d'affaires. Pour la seule année 1910, 140 000 m2 de nouveaux bureaux furent construits et à la fin de la décennie, Chicago était la seconde ville américaine par nombre de sièges sociaux. Les cabinets d'architecture de Chicago comme Daniel H. Burnham puis Graham, Anderson, Probst & White continuèrent de dessiner des gratte-ciel dans le style palazzo popularisé dans la décennie précédente. La ville avait accueilli l'exposition universelle de 1893, un événement international qui avait encouragé les études d'architecture et d'urbanisme. Il fut également envisagé de restructurer la ville selon le plan Burnham et en 1902, la limite en hauteur fut relevée à 80 m. Les gratte-ciel qui en résultèrent reflétaient ces débats : les Railway Exchange Building, Peoples Gas Building et Illinois Continental and Commercial Bank Building étaient des bâtiments massifs couvrant un quart de bloc avec des façades divisées en trois parties avec des éléments de style palazzo.

### Progrès de la construction
Le processus de construction des gratte-ciel commençait par l'acquisition du terrain. Des courtiers achetaient secrètement les parcelles nécessaires pour éviter que le prix de vente n'augmente si le projet était rendu public. Les terrains donnant sur la rue à l'avant du site étaient généralement acquis en premier car les propriétaires des parcelles situées à l'arrière n'auraient pas d'autres choix que de vendre après l'annonce de la construction. Le financement était normalement assuré par des banques, des compagnies d'assurance ou par des obligations émises par l'entreprise, une solution qui se généralisa après la Première Guerre mondiale.

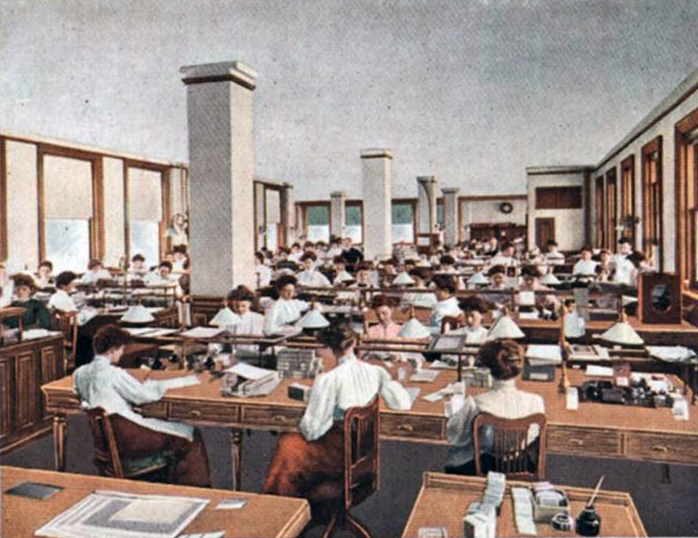
Intérieur de la Metropolitan Life Insurance Company Tower en 1910

Des entrepreneurs comme Louis Horowitz et Frank B. Gilbreth s'appuyèrent sur les travaux de Frederick W. Taylor pour rationaliser la construction. Tous les travaux prévus étaient planifiés, les coûts étaient estimés avec précision et des comptes rendus étaient rédigés chaque jour. L'efficacité de ces méthodes fut démontrée lors de la construction du Woolworth Building quand 1 153 tonnes d'acier furent assemblées en seulement six jours, un record pour l'époque. L'emploi de caissons pneumatiques pour les fondations se développa ; lors de la construction du Manhattan Municipal Building en 1908, elles descendirent jusqu'à 44 m sous la surface.
De nouvelles techniques furent également introduites à l'intérieur des bâtiments. L'entreprise Otis installa des ascenseurs plus rapides fonctionnant à l'électricité tandis que des éléments de sécurité protégeaient les utilisateurs en cas d'accident. L'éclairage s'améliora également car les niveaux recommandés en 1916 était environ deux fois plus élevés que ceux des années 1890. L'éclairage continua cependant de reposer principale sur la lumière naturelle et cela imposait l'installation de larges fenêtres dans des pièces avec une hauteur de plafond importante pour que la lumière atteigne les bureaux les plus éloignés de l'extérieur ; un bureau de plus de 28 pieds (8,5 m) n'était de ce point de vue pas considéré pratique.
L'une des raisons de l'accroissement du nombre de gratte-ciel durant cette période était la croissance du secteur tertiaire car les entreprises devenaient de plus en plus grandes et complexes. Les évolutions technologiques jouèrent également un rôle car les machines à écrire, les calculatrices mécaniques et les téléphones demandaient un personnel spécialisé tandis que l'espace nécessaire pour entreposer tous les documents était de plus en plus important.
Les loyers payés par les occupants étaient essentiels au succès financier de tous les gratte-ciel car même les plus grands et ceux appartenant à des entreprises louaient une grande partie de leur surface. En 1913, le Woolworth Building comptait ainsi 600 locataires différents qui occupaient généralement quatre à cinq bureaux. Les loyers étaient plus importants pour les espaces situés près des fenêtres ce qui poussait les promoteurs à accroître cette surface même si cela augmentait le coût de construction.

### Critiques et réformes

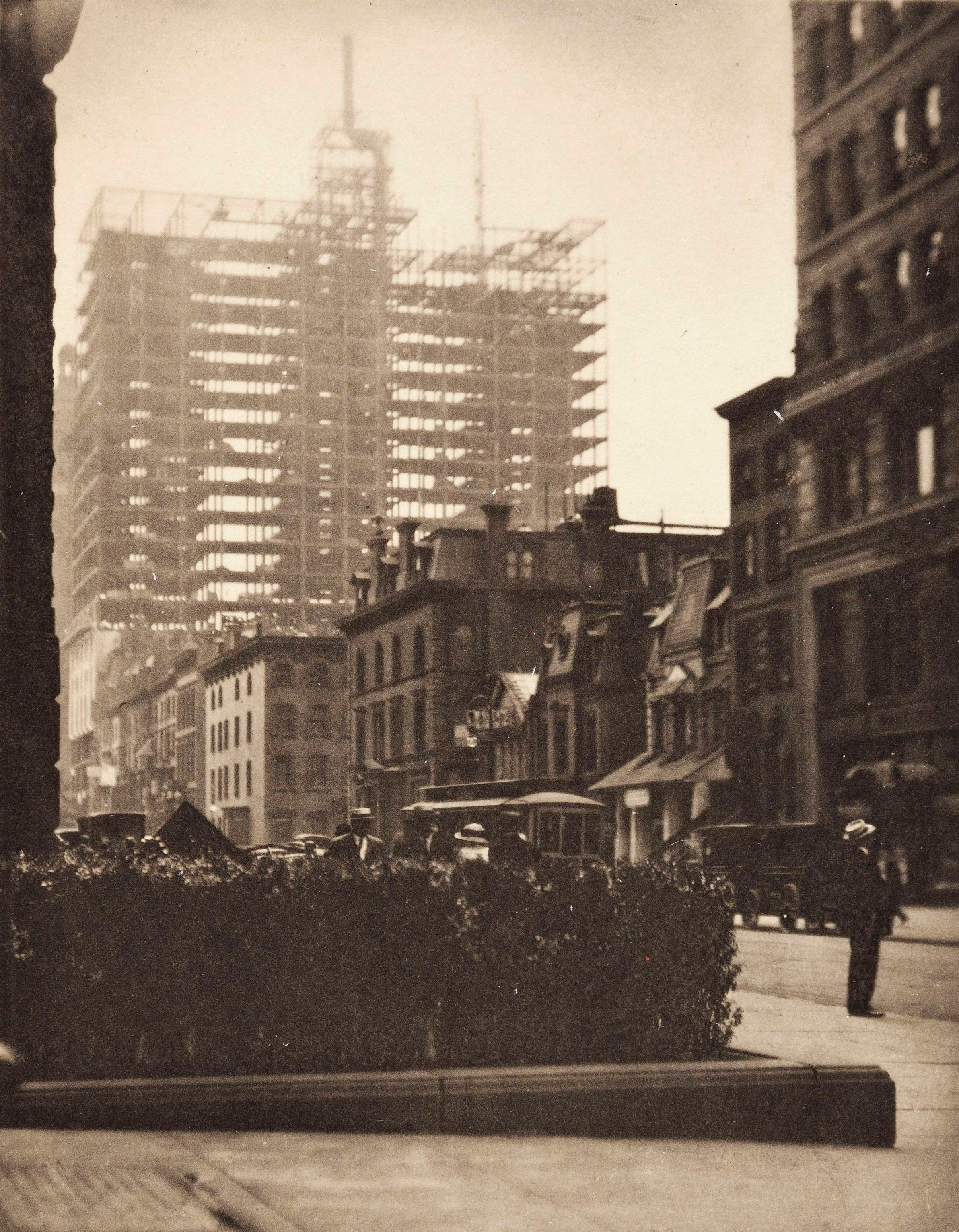
Photographie d'Alfred Stieglitz montrant la construction du Vanderbilt Hotel en 1910

Les gratte-ciel, en particulier ceux de New York, firent l'objet de nombreux commentaires négatifs. Henry James les qualifia de « monstres mercenaires » destinés à être démolis à leur tour pour laisser la place à des bâtiments encore plus grands,. Le poète moderniste Sadakichi Hartmann décrivit comment la « forme monstrueuse [du Flatiron] s'élève de son envol massif au-dessus du rugissement déchaîné et exaspérant de la ville ». Des artistes comme Alvin Langdon Coburn, Alfred Stieglitz et John Marin réalisèrent des portraits des gratte-ciel de la ville pour faire ressortir les aspects positifs et négatifs de ces structures modernes.
Au sein de la communauté architecturale, l'exposition universelle de Chicago inspira la conception de villes possédant un caractère unifié où chaque bâtiment aurait des éléments uniques mais complémenterait élégamment ses voisins ; cela était typiquement réalisé en adoptant une hauteur commune pour former une « unité visuelle horizontale ». Beaucoup des partisans de cette idée rejoignirent le mouvement des Beaux-Arts pour former le mouvement City Beautiful qui proposait des villes composées de bâtiments de faible hauteur et de style classique avec de larges avenues. Ce dernier condamna les gratte-ciel de New York dont Montgomery Schuyler avança qu'ils formaient une silhouette urbaine ressemblant à une « sierra horriblement déchiquetée » et ajouta qu'aucun gratte-ciel moderne n'avait été une réussite architecturale,. Charles Lamb affirma que le gratte-ciel empiétait sur les droits du reste de la ville en détruisant l'apparence collective d'une zone urbaine. Certains architectes comme Charles McKim et Stanford White refusèrent de travailler sur ces projets.
Des appels furent lancés aux autorités new-yorkaises pour réguler la croissance des gratte-ciel en avançant leur impact sur la silhouette de la ville mais ces tentatives se heurtèrent à des considérations légales. La Constitution des États-Unis n'autorisait pas les autorités locales à empêcher la construction de bâtiments sur des critères uniquement esthétiques et toute législation en ce sens serait certainement contestée devant la justice. D'autres affirmèrent que des régulations étaient nécessaires pour des motifs de santé et de sécurité publique, un domaine dans lequel l'interventionnisme étatique avait plus de légitimité. Le risque d'incendie était un motif d'inquiétude car si les gratte-ciel étaient relativement ignifugés, leur hauteur rendait difficile toute méthode conventionnelle de lutte contre le feu. L'architecte Charles Bragdon estimait qu'un incendie dévastateur était inévitable en l'absence de régulations. L'incendie de Baltimore en 1904 fut largement cité pour illustrer ce risque ; même si elle ne comptait quasiment aucun véritable gratte-ciel, les avocats de la ville avancèrent que les immeubles hauts avaient permis au feu de se propager rapidement. La même année, Baltimore adopta une loi pour interdire les immeubles de plus de 70 pieds (21 m). Pour d'autres, les gratte-ciel limitaient l'accès à la lumière et ils faisaient remarquer que lorsque les hauts immeubles s'élevaient à la verticale du trottoir, ils empêchaient la saine lumière naturelle d'atteindre les bâtiments alentour.

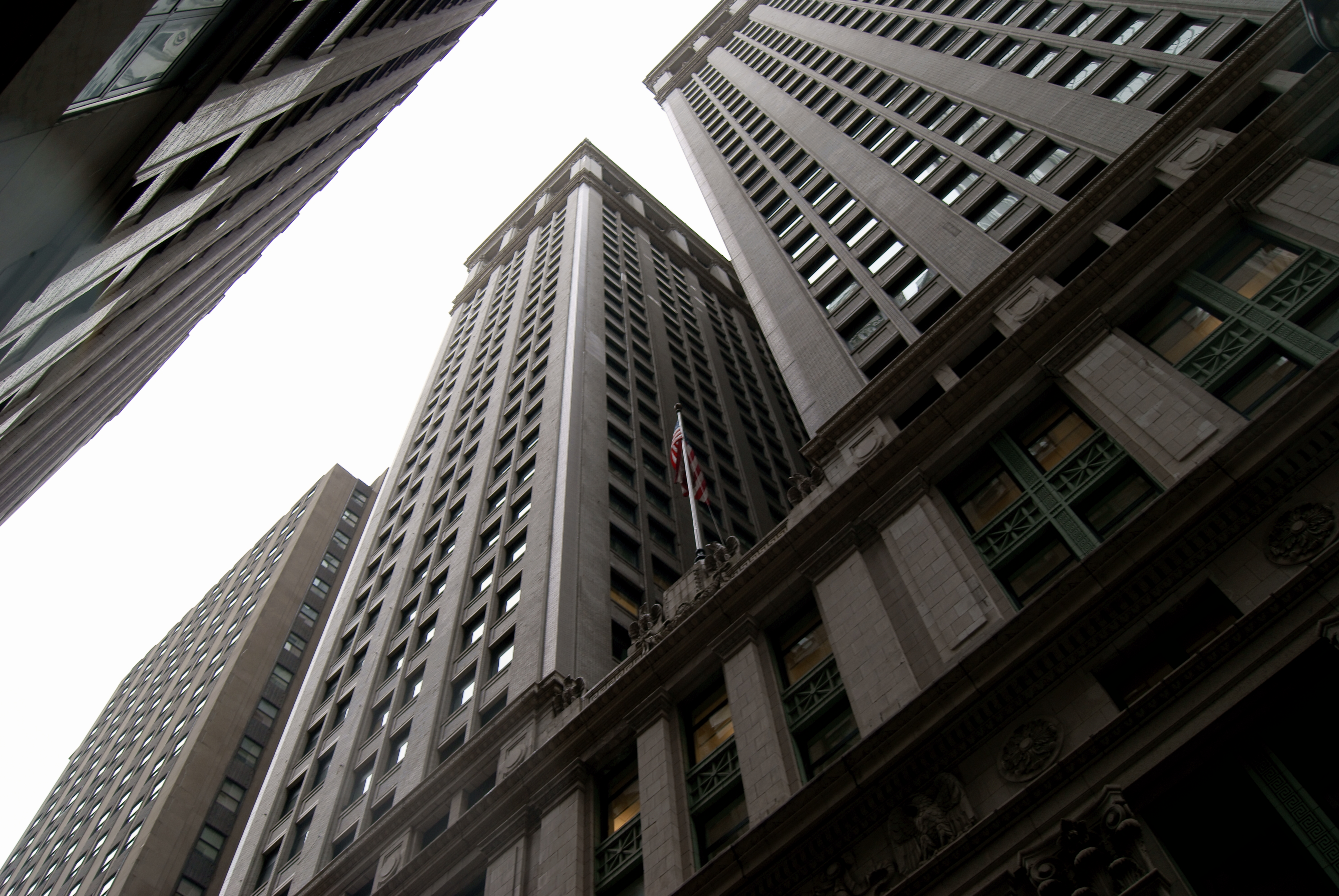
Photographie de 2011 de l'Equitable Building montrant l'aspect des gratte-ciel de la période depuis la rue

Dès 1896, Ernest Flagg avait tenté sans succès de faire adopter une limite à la hauteur des gratte-ciel new-yorkais et d'autres propositions furent rejetées dans les années 1900 en partie du fait des pressions de l'industrie immobilière. Le marché immobilier de la ville entra néanmoins en récession après 1913 et les taux d'occupation commencèrent à diminuer. Les idées réformatrices furent aidées par la construction de l'Equitable Building en 1915 pour un coût de 29 millions de dollars (12,1 milliards de dollars de 2012) ; l'immeuble, dont aucun étage n'était en retrait par rapport à la rue sur l'intégralité de sa façade de 164 m de haut, fut sévèrement critiqué car sa hauteur et sa structure massive plongeait les bâtiments voisins dans une pénombre permanente,. Une résolution sur le zonage fut finalement adoptée en 1916.
Les détails de la législation furent largement influencés par les travaux de l'architecte George Ford. Ce dernier, proche du mouvement City Beautiful, n'appréciait pas la banalité de nombreux gratte-ciel de New York et s'inquiétait de leur impact sur la santé publique mais il trouvait également que les bâtiments de grande taille étaient enthousiasmants et que l'unité visuelle horizontale créait une architecture ennuyeuse. La législation new-yorkaise était ainsi relativement complexe et divisait la ville en différentes zones avec des limites de hauteur différentes,. De manière générale, un immeuble ne pouvait s'élever verticalement depuis le trottoir que sur environ 30 m avant de devoir présenter un retrait de manière que la lumière du Soleil puisse atteindre la rue en contrebas. Sur un quart du site, le propriétaire pouvait néanmoins construire aussi haut qu'il le souhaitait sans restrictions supplémentaires.

## Entre-deux-guerres: 1920-1939

### Boom d'après-guerre

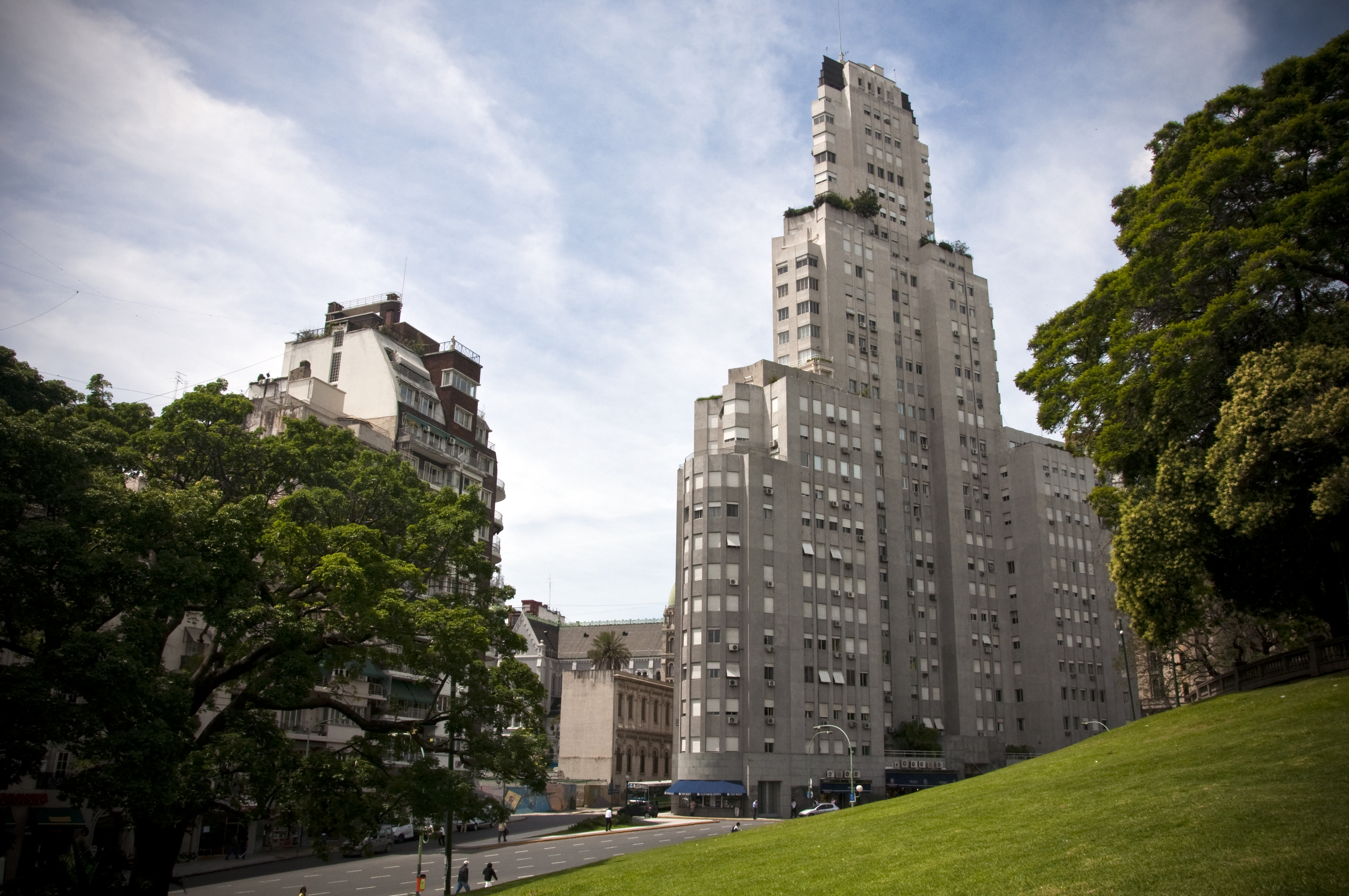
L'édifice Kavanagh de Buenos Aires en 2009

Le marché immobilier américain connut une forte croissance après la fin de la Première Guerre mondiale. À New York, un quart du quartier d'affaires fut reconstruit entre 1925 et 1931 et 1 600 000 m2 de nouveaux bureaux furent ajoutés entre 1925 et 1929,. Les surfaces disponibles à Chicago se révélèrent limitées après le conflit et du fait de la baisse des constructions pendant la guerre, les loyers augmentèrent de 100 % entre 1919 et 1924. Ces profits potentiels encouragèrent une explosion du nombre de projets immobiliers dans la ville. Cette croissance de l'immobilier entraîna une spéculation avec des hypothèques allant jusqu'à 100 % pour les nouvelles constructions. L'un des premiers numéros du magazine Fortune commenta avec ironie que « tout ce dont un homme a besoin pour avoir un gratte-ciel est l'argent et le terrain. Et il peut même y arriver sans l'argent ».
La hauteur des gratte-ciel continua d'augmenter tout au long des années 1920. À nouveau, les progrès technologiques permirent cette évolution car les structures métalliques étaient de plus en plus performantes tandis que les nouveaux ascenseurs facilitaient et accéléraient l'accès aux étages supérieurs,. Des facteurs commerciaux étaient également à l'œuvre car la demande poussait les loyers à la hausse tandis que les bureaux en hauteur étaient plus lumineux et donc plus chers. Les immeubles les plus hauts faisaient également de la publicité à leurs propriétaires qui pouvaient donc plus facilement attirer et conserver les meilleurs locataires. De plus, plus le coût de l'immobilier était élevé et plus le bâtiment devait être haut pour rentabiliser l'investissement ; la hauteur minimale pour un projet était donc située entre 40 et 50 étages,. Les gratte-ciel de 70 étages devinrent donc relativement courant même si une influente étude de 1939 démontra que le meilleur niveau de retour sur investissement était obtenu sur un immeuble de 63 étages qui dégageait un profit annuel de 10,25 %.

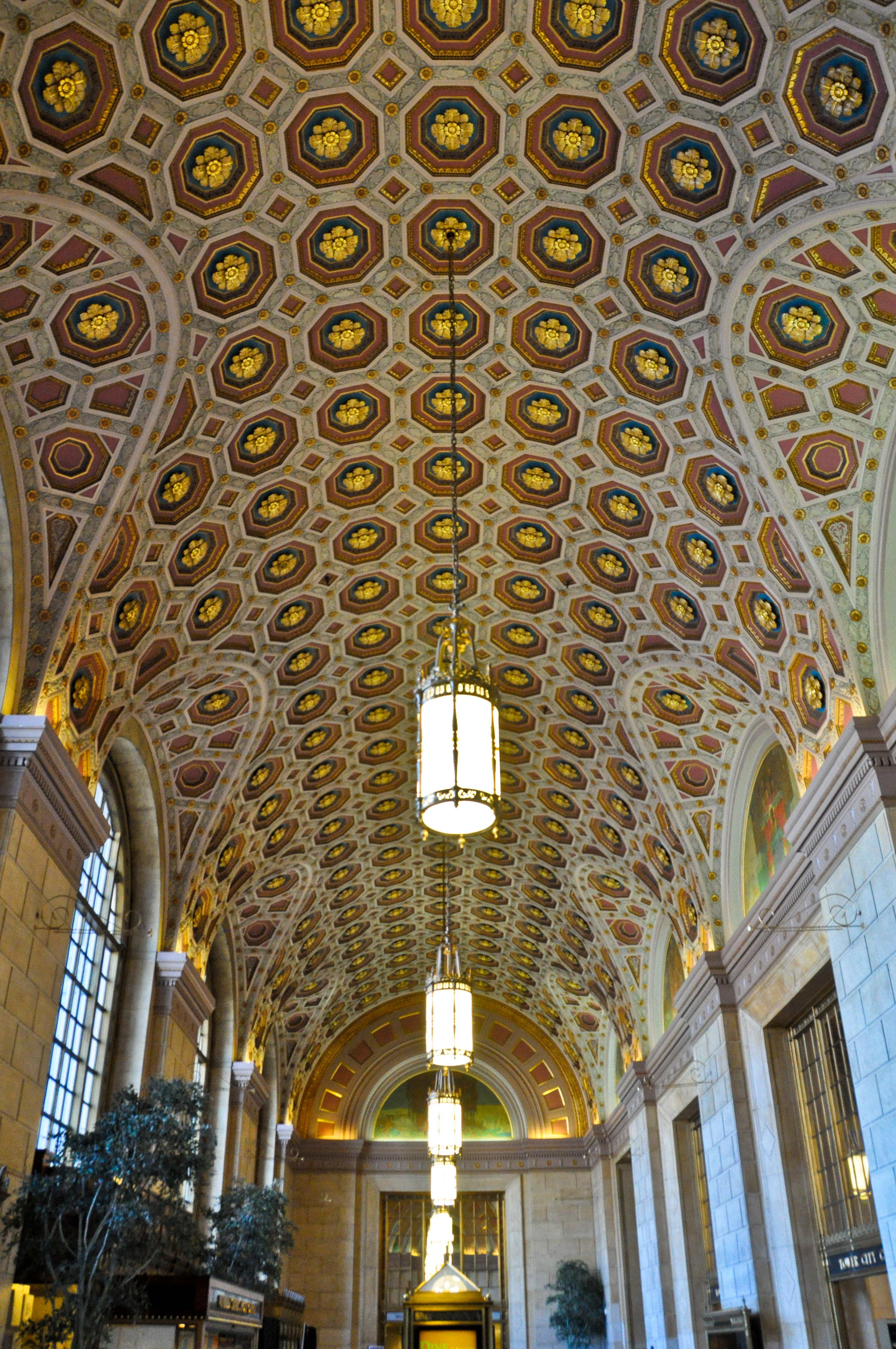
Entrée principale de la Terminal Tower de Cleveland en 2012

New York et Chicago restèrent les principaux centres de développement des gratte-ciel mais d'autres grandes villes américaines en firent construire, fréquemment du fait de la compétition entre agglomérations rivales pour le prestige et les investissements,,. Cincinnati construisit les Cincinnati Towers en 1914 puis la Carew Tower en 1930. À Détroit, la Cadillac Tower et le Fisher Building furent inaugurés respectivement en 1927 et 1928. La Terminal Tower de Cleveland construite en 1929 resta le plus haut immeuble au monde hors de New York jusqu'à l'achèvement du bâtiment principal de l'université d'État de Moscou en 1953,. Avec la Smith Tower inaugurée en 1914, Seattle conserva le record de hauteur sur la côte Ouest des États-Unis pendant près d'un demi-siècle et la construction de la Space Needle. En 1928, le conseil municipal de Los Angeles s'octroya une exemption de ses règles d'urbanisme pour construire un hôtel de ville de 138 m de haut.
Des gratte-ciel furent également construits dans d'autres pays développés même si le niveau de construction resta très faible par rapport aux États-Unis. Cela était en partie lié à des difficultés de financement mais également à des préférences architecturales locales. Certaines villes européennes comme Londres et Paris interdirent les immeubles de grande hauteur mais des projets furent menés ailleurs comme le Commerce Court North de Toronto, la Boerentoren d'Anvers ou l'édifice Kavanagh de Buenos Aires,,,. Beaucoup d'autres gratte-ciel européens furent proposés mais peu furent finalement construits. La construction du palais des Soviets de 416 m commença à Moscou en 1937 ; il devait devenir le plus haut bâtiment au monde mais la Seconde Guerre mondiale empêcha son achèvement.
La technologie continua de se développer et le temps devint un aspect essentiel des projets. Les architectes et les ingénieurs développèrent des techniques plus rapides pour concevoir et construire les bâtiments afin de minimiser le temps entre le début du projet et la perception des loyers du nouvel immeuble. Dans les années 1930, les gratte-ciel étaient construits en seulement 12 mois par environ 5 000 ouvriers qui assemblaient en moyenne quatre étages par semaine. La plupart des nouveaux bureaux avaient une taille standard : 3 m de large sur entre 6 et 9 m de profondeur selon la hauteur du plafond avec plusieurs petites fenêtres qui étaient jugées préférables à quelques grandes,. L'efficacité de l'éclairage électrique continua de s'améliorer même si cela commença à chauffer excessivement les bureaux. Les premiers systèmes de climatisation furent installés dans quelques gratte-ciel dans les années 1930.

### Style Art déco

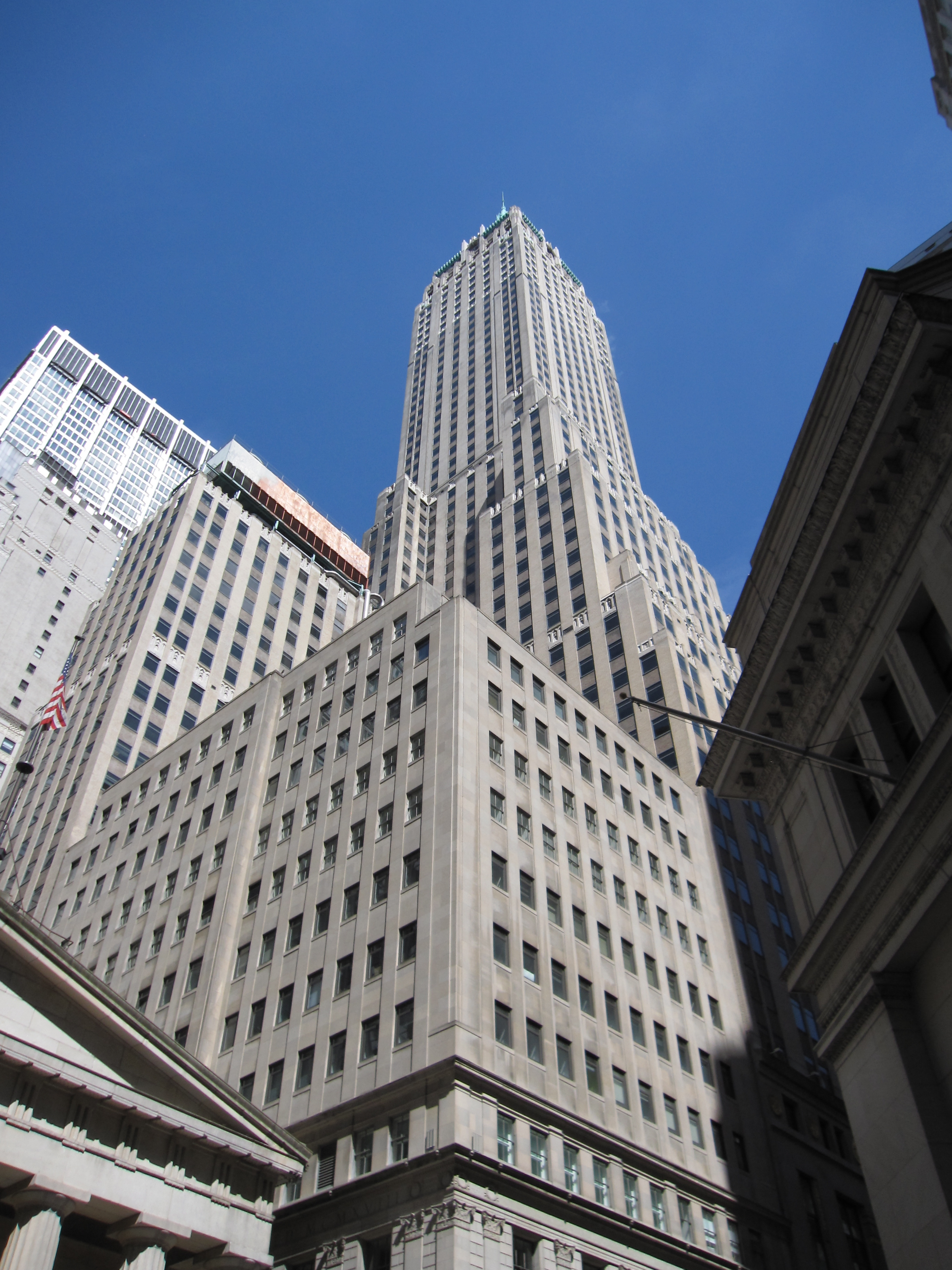
Le Bank of Manhattan Trust Building en 2010 avec son architecture à degré permettant à la lumière d'atteindre la rue

Durant les années 1920 et 1930, de nombreux gratte-ciel furent construits suivant le style Art déco,. Cette approche architecturale associait typiquement ce que Carol Willis qualifie d'« esthétique de la simple masse sculpturale » avec l'emploi de couleurs vives et d'ornements sur les façades,. L'objectif était de faire ressortir la complexité de la structure tri-dimensionnelle du gratte-ciel par opposition aux précédents styles qui pouvaient être qualifiés, comme le suggère l'historien Larry Ford, de simples « bâtiments de petite taille rendus plus haut par l'ajout d'étages supplémentaires, ».
À New York, la législation de 1916 destinée à permettre à la lumière d'atteindre les rues encouragea des formes à degrés s'apparentant la ziggourat tout en autorisant la construction sans restriction de hauteur sur un quart de la parcelle. Cela encouragea une grande diversité de bâtiments tout en maintenant une harmonie de style. Le Paramount Building et le 120 Wall Street furent par exemple construits avec des degrés mais ne possédaient pas de tours, en particulier car la taille limitée des parcelles les auraient rendues très étroites et peu rentables. Les propriétaires d'emplacements plus vastes choisirent de construire les tours les plus hautes possibles comme les Bank of Manhattan Trust et City Bank-Farmers Trust Company Buildings,. New York continua de dominer le domaine des gratte-ciel tout au long de la période ; en 1920, la ville comptait dix fois plus d'immeubles de grande taille que sa plus proche rivale, Chicago.
Certains gratte-ciel new-yorkais ajoutèrent aux traditionnels bureaux à cloisons reliés par des couloirs, des bureaux ouverts plus grands permettant une plus grande flexibilité. Des bureaux de direction richement décorés furent créés dans les années 1930 principalement aux niveaux les plus élevés des immeubles de Wall Street pour les responsables administratifs. Les plus hauts immeubles accueillaient jusqu'à 16 000 travailleurs même si le nombre moyen se trouvait entre 5 000 et 10 000 ; ces derniers pouvaient accéder à une grande variété de services comme des salons de coiffure, des restaurants et des gymnases. À l'inverse, certaines banques cessèrent de louer des locaux à des commerces et des restaurants au niveau du hall pour créer une atmosphère plus privée. Un gratte-ciel comme le Cities Service Building employait directement plus de 200 personnes pour gérer et entretenir les locaux. La technologie continuait de progresser et de se complexifier avec l'apparition des dictaphones et des tabulatrices utilisés par des employés de plus en plus spécialisés,.

### Tours de Chicago

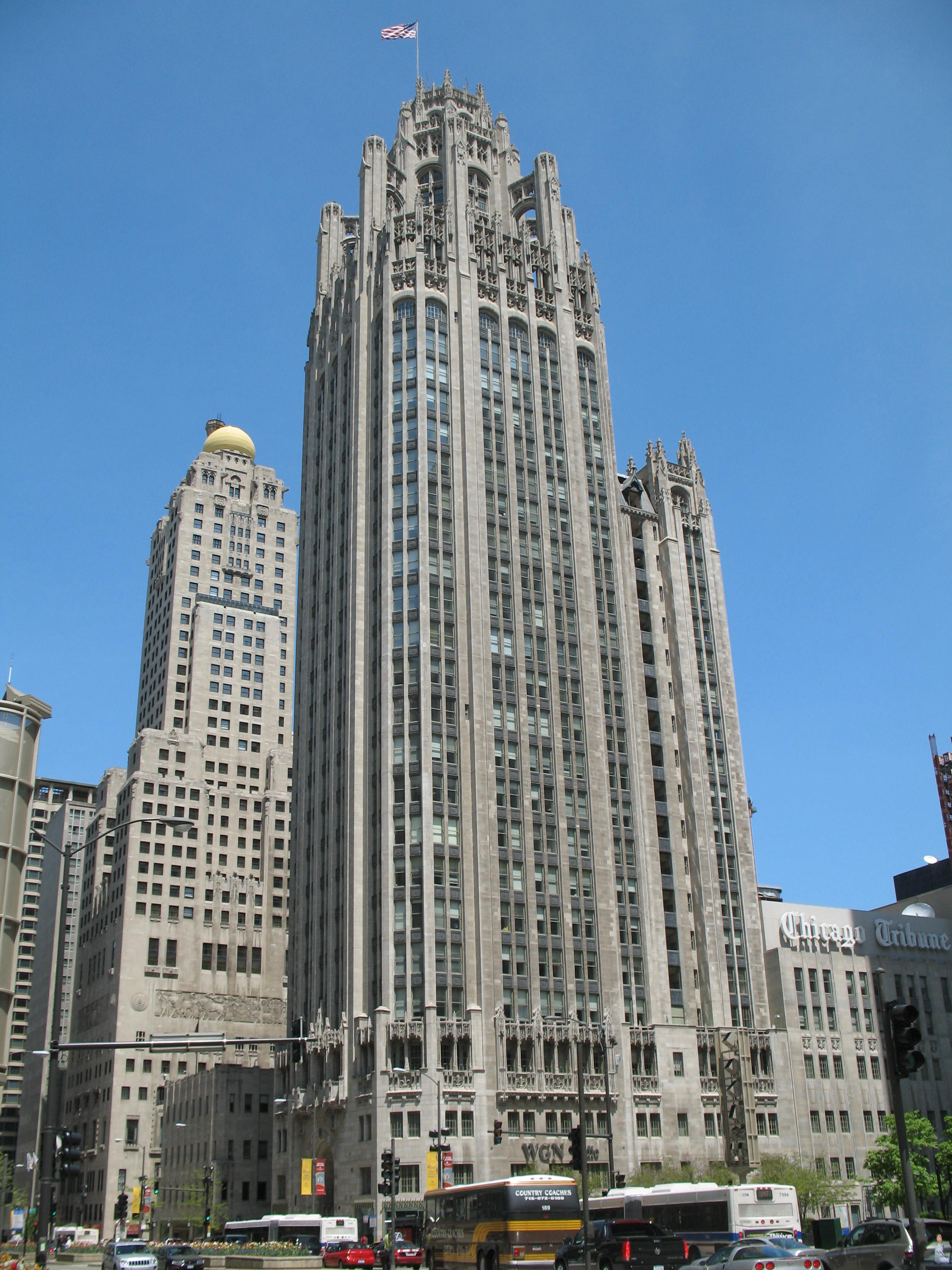
De style néogothique, la Tribune Tower fut l'un des bâtiments les plus emblématiques des années 1920.

La ville de Chicago révisa ses lois dans les années 1920 pour permettre la construction de tours au sein de ses gratte-ciel. En 1920, la hauteur maximale passa à 260 pieds (79 m) et les structures inoccupées comme les flèches furent autorisées jusqu'à 400 pieds (122 m). D'autres amendements furent ajoutés en 1923 pour autoriser les tours occupées tout en appliquant des restrictions aux volumes. Le principal bâtiment d'un gratte-ciel pouvait mesurer jusqu'à 264 pieds (80 m) et une tour pouvait être construite sur au maximum un quart de la parcelle à condition qu'elle n'ait pas un volume supérieur à un-sixième de celui du bâtiment principal. En pratique, cela signifiait qu'une tour ne pouvait dépasser les 20 étages au-dessus de leur base. Initialement, les gratte-ciel de style palazzo avec un large atrium au centre restèrent majoritaires en particulier car ils étaient les plus rentables. Les Wrigley et Pittsfield Buildings construits après l'adoption du texte conservaient le style palazzo et possédaient des tours relativement petites par rapport à celles de New York mais la rentabilité fut au rendez-vous.
L'un des bâtiments les plus célèbres de la période, la Tribune Tower, fut issu d'une compétition architecturale organisée par la société d'édition Tribune Company en 1922 pour célébrer son 75e anniversaire. Le journal avait l'un des plus importants tirages au monde et il utilisa la compétition pour établir générer de la publicité gratuite. Le choix final fut déterminé par un comité qui choisit la proposition de Raymond Hood et de John Mead Howells. La tour choisie était de style gothique flamboyant et la controverse éclata rapidement car le dessin fut jugé trop proche de celui du Woolworth Building,,. Malgré ces critiques, la tour accueillit plusieurs milliers de visiteurs à son inauguration en 1925. La proposition arrivée en second, celle d'une tour dépouillée dessinée par Eliel Saarinen se révéla également très influente et inspira plusieurs bâtiments comme le 333 North Michigan et le Shell Building.
La popularité des styles plus anciens commença ensuite à perdre en popularité en faveur des d'un dessin plus axé sur les tours. Une manière de les construire en accord avec les lois chicagoanes était de réaliser un bâtiment principal carré et de placer une tour au sommet ; plus le bâtiment principal était massif et plus la tour pouvait être haute. Les Trustees System Service et Foreman State National Bank Buildings sont des bons exemples de cette approche. À l'inverse, la façade du bâtiment principal pouvait être enfoncée comme sur le Civic Opera House ou le LaSalle-Wacker Building pour sacrifier le volume mais produire l'effet visuel de deux ailes flanquant une haute tour. Le style de bâtiments à degrés populaire à New York ne fut pas adopté à Chicago en dehors du Palmolive Building sur Michigan Avenue.

### Grande Dépression

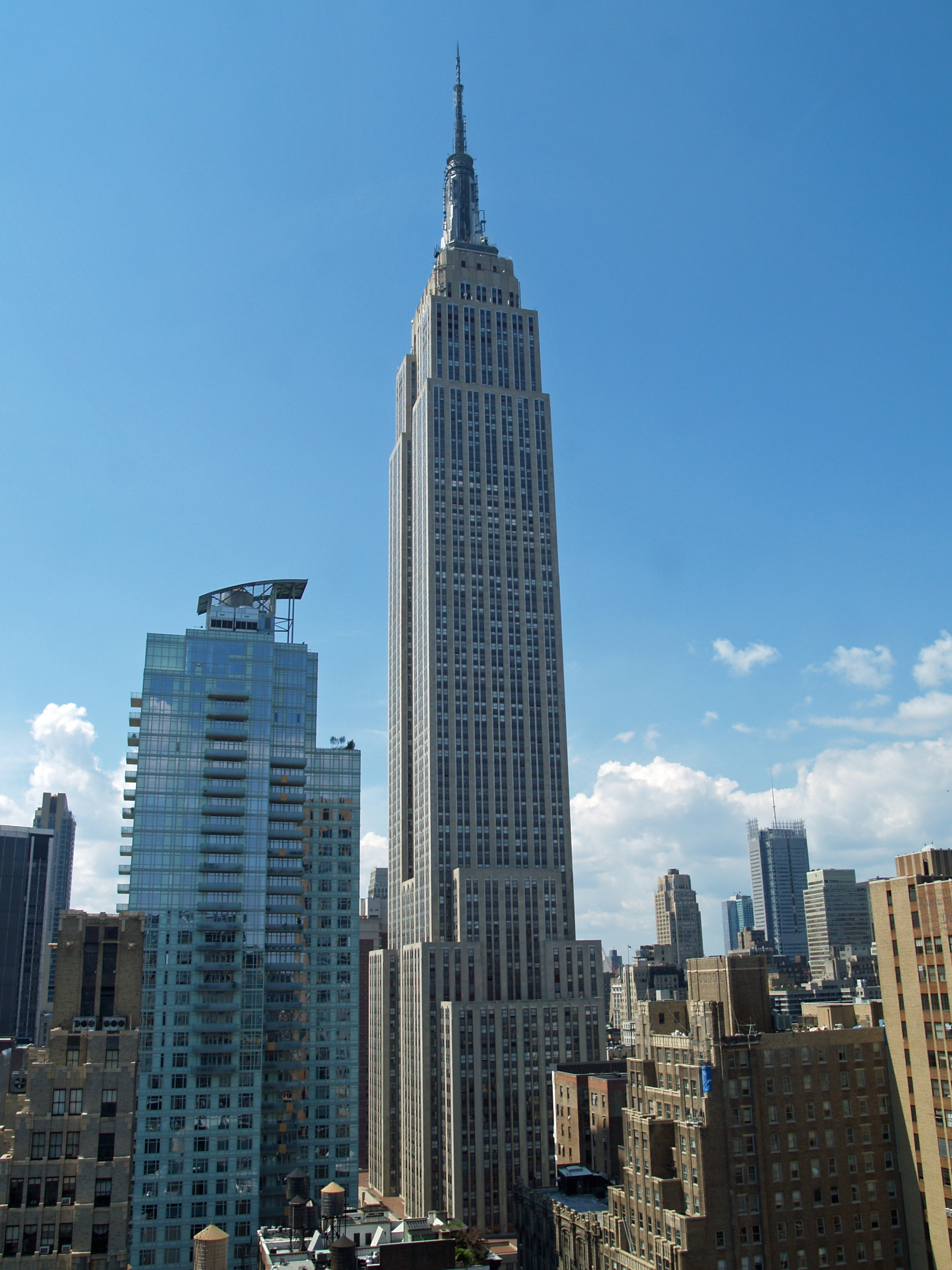
L'Empire State Building en 2007

Le boom dans la construction des gratte-ciel cessa après le krach de 1929 et les effets de la Grande Dépression entraînèrent un ralentissement considérable de tous les projets. Le marché immobilier adossé aux gratte-ciel s'effondra et la valeur de nombreuses propriétés chuta fortement : en 1927, le coût de construction de la LeVeque Tower de Columbus fut estimée à 8 millions de dollars (1,3 milliard de dollars de 2012) mais sa valeur n'était plus que de 3,5 millions (850 millions de 2012) en 1933 ; le Bank of Manhattan Trust Building fit défaut sur ses dettes en 1935 et fut mis en vente pour seulement 1,2 million de dollars (220 millions de dollars de 2012),,,. L'organisme de crédit S. W. Straus qui avait financé de nombreux projets, fit faillite et un grand nombre d'investisseurs firent banqueroute,. Les taux d'occupation diminuèrent au fur et à mesure de l'aggravation de la crise et passèrent de 99 % au début des années 1920 à 87 % en 1931 et 75 % en 1934.
Du fait de la crise, certains projets furent annulés ou leur ampleur fut réduite. La Metropolitan Life Insurance Company prévoyait de construire un gratte-ciel de 100 étages à côté de sa tour existante mais l'idée fut abandonnée à cause de la crise et des critiques de l'opinion concernant une telle dépense dans ce contexte économique difficile. Finalement, le Metropolitan Life North Building se limita à 32 étages et même à cette hauteur, le bâtiment ne fut achevé qu'en 1950. Dans de nombreux autres cas, les projets qui avaient déjà été lancés furent achevés. Cela accrut les surfaces disponibles à New York de 2 400 000 m2 entre 1931 et 1934 et contribua à la baisse du taux d'occupation. Certains de ces bâtiments devinrent cependant des structures emblématiques qui repoussèrent encore plus les limites de hauteur.
Le Chrysler Building fut achevé en 1930 juste après le début de la crise économique. L'architecte William Van Alen rivalisait avec les concepteurs de la Bank of Manhattan Trust Building pour créer le plus haut immeuble au monde ; il remporta la compétition en dissimulant une flèche à l'intérieur de la tour et en ne la faisant émerger qu'au dernier moment pour obtenir un gratte-ciel de 77 étages mesurant 319 m de haut,. L'extérieur était construit avec des briques blanches et grises mais le métal fut largement utilisé pour la décoration notamment de la flèche,. La conception de chaque partie du bâtiment était individualisée et distincte et même les ascenseurs étaient différents. Une boutique Chrysler fut installée au premier étage et une plate-forme d'observation se trouvait au 71e étage.

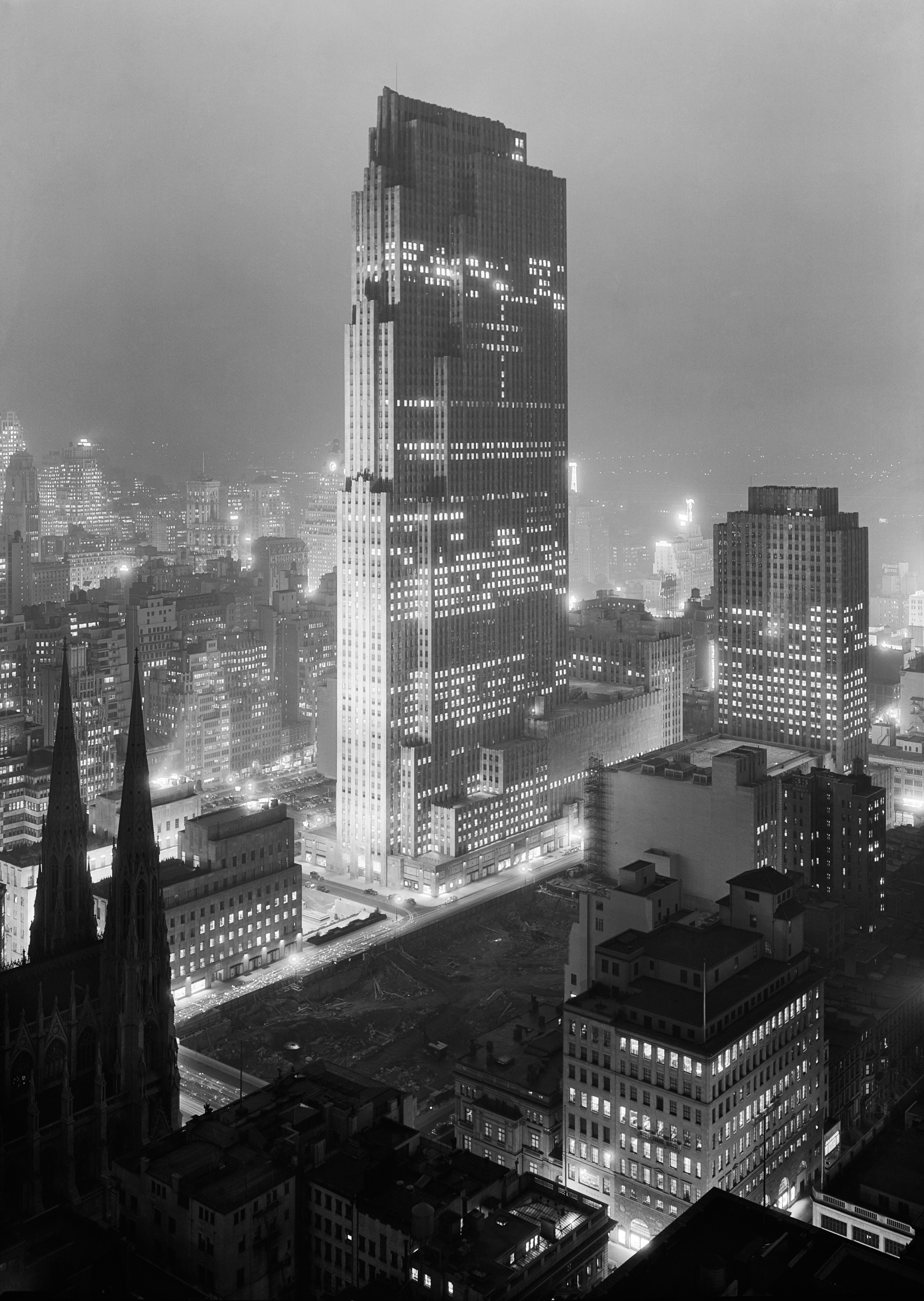
Le Rockefeller Center en 1933

L'Empire State Building était issu d'un projet destiné à transformer l'hôtel Waldorf-Astoria en un immeuble de 50 étages ; l'achat du site pour 14 millions de dollars (2,3 milliards de dollars de 2012) établit un nouveau record pour New York. John Raskob et Pierre du Pont étaient les principaux financiers du projet et ils conclurent que ce dernier serait plus rentable si le site était utilisé pour ériger un gratte-ciel de 80 étages. Même si des études financières estimèrent que la hauteur devrait être réduite, le prestige d'avoir le plus haut immeuble au monde était considérable et cinq étages furent ajoutés pour qu'avec 320 m, il soit juste plus haut que le Chrysler Building. Les plans furent encore modifiés et le gratte-ciel final comptait 102 étages pour 381 m ; la flèche ajoutait une soixantaine de mètres et l'Empire State Building resta le plus haut immeuble au monde jusqu'à l'inauguration du World Trade Center en 1973. Grâce à des éléments standardisés, le gratte-ciel fut construit en seulement 18 mois et fut inauguré en 1931 pour un coût colossal de 41 millions de dollars (8,6 milliards de dollars de 2012),. Du fait de la récession, le taux d'occupation ne fut cependant que de 25 % tout au long des années 1930 et les critiques le surnommèrent Empty State Building (empty signifiant « vide »),.
Le Rockefeller Center était voulu par John D. Rockefeller, Jr. pour accueillir le Metropolitan Opera House mais l'effondrement de la bourse mit fin à ce projet. Rockefeller décida de développer un large centre d'affaires en profitant des faibles coûts de construction durant la récession,. Au centre du complexe se trouvait le RCA Building très influencé par l'architecte Raymond Hood. Surnommé The Slab (« la plaque »), il présentait un profil très fin ressemblant à une tour et une façade verticale semblable à un mur. Non seulement la structure était très caractéristique, elle était également très rentable. La conception maximisait la lumière naturelle dans les bureaux et éliminait les espaces sombres au cœur du bâtiment puisqu'ils étaient occupés par les ascenseurs et les salles techniques. La récession fit néanmoins que l'immeuble ne fut pas complètement occupé avant 1940.
En 1931, le Home Insurance Building, le premier gratte-ciel au monde inauguré en 1884, fut démoli pour laisser la place au Field Building commandé dans les derniers jours des Années Folles. Il fut le dernier gratte-ciel construit à Chicago avant la Seconde Guerre mondiale.

## Culture populaire

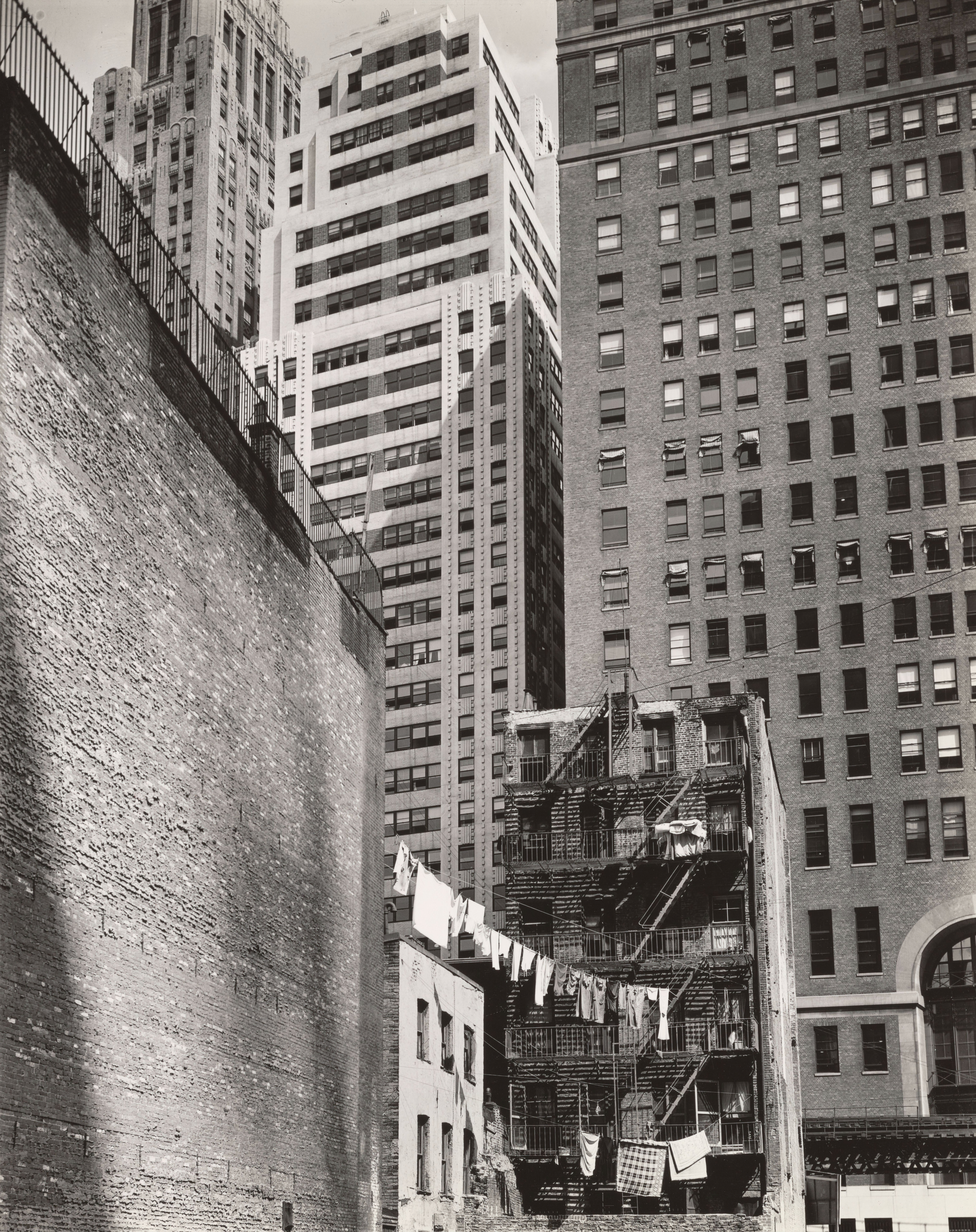
Photographie de 1936 de Berenice Abbott dans le cadre de son projet Changing New York

L'intérêt du public pour les gratte-ciel s'accrut durant les années 1920 en particulier après la compétition architecturale pour la Tribune Tower. Les images de gratte-ciel se répandirent dans la culture américaine ce que l'historien Merrill Schleier qualifia de « folie du gratte-ciel ». L'exposition « Titan City » de 1925 célébra les réalisations existantes et présenta des fresques futuristes de Harvey Wiley Corbett et Hugh Ferriss plaçant les gratte-ciel au cœur de la « ville du futur ».
Le designer Paul T. Frankl connut le succès grâce à ses meubles gratte-ciel. Le film Manhatta de 1921 réalisé par Charles Sheeler et Paul Strand sur la ville de New York se termine par un coucher de soleil pris depuis le sommet d'un gratte-ciel. Des auteurs comme Janet Flanner, John Dos Passos et Mary Borden utilisèrent ces immeubles dans leurs intrigues tandis que John Alden Carpenter écrivit un ballet sur ce thème.
Beaucoup de ces commentaires étaient positifs et reflétaient l'optimisme envers le progrès technologique et l'évolution de la vie urbaine. Les gratte-ciel étaient vus comme l'expression de la rationalité scientifique et des lieux de vie parfaits,. Certains les rapprochaient des cathédrales médiévales et en faisaient des symboles de l'âge moderne. Les poèmes représentaient les gratte-ciel comme des objets sublimes de beauté rationnelle et Ferriss les décrivit comme des « bâtiments semblables à des cristaux, des murs de verre translucide, des blocs de verre pur revêtant une grille d'acier ». Lors de l'Exposition universelle de 1933 (Century of Progress) organisée à Chicago, les gratte-ciel furent présentés comme une solution aux problèmes américains présents et futurs. En 1935, l'architecte franco-suisse Le Corbusier décrivit New York comme « écrasante, incroyable, excitante et violemment vivante » mais se plaignit qu'il n'y avait pas assez de gratte-ciel et que ceux qui existaient n'étaient pas encore assez hauts. Le photographe Lewis Hine s'employa à enregistrer la construction de l'Empire State Building et représenta les ouvriers comme des héros.

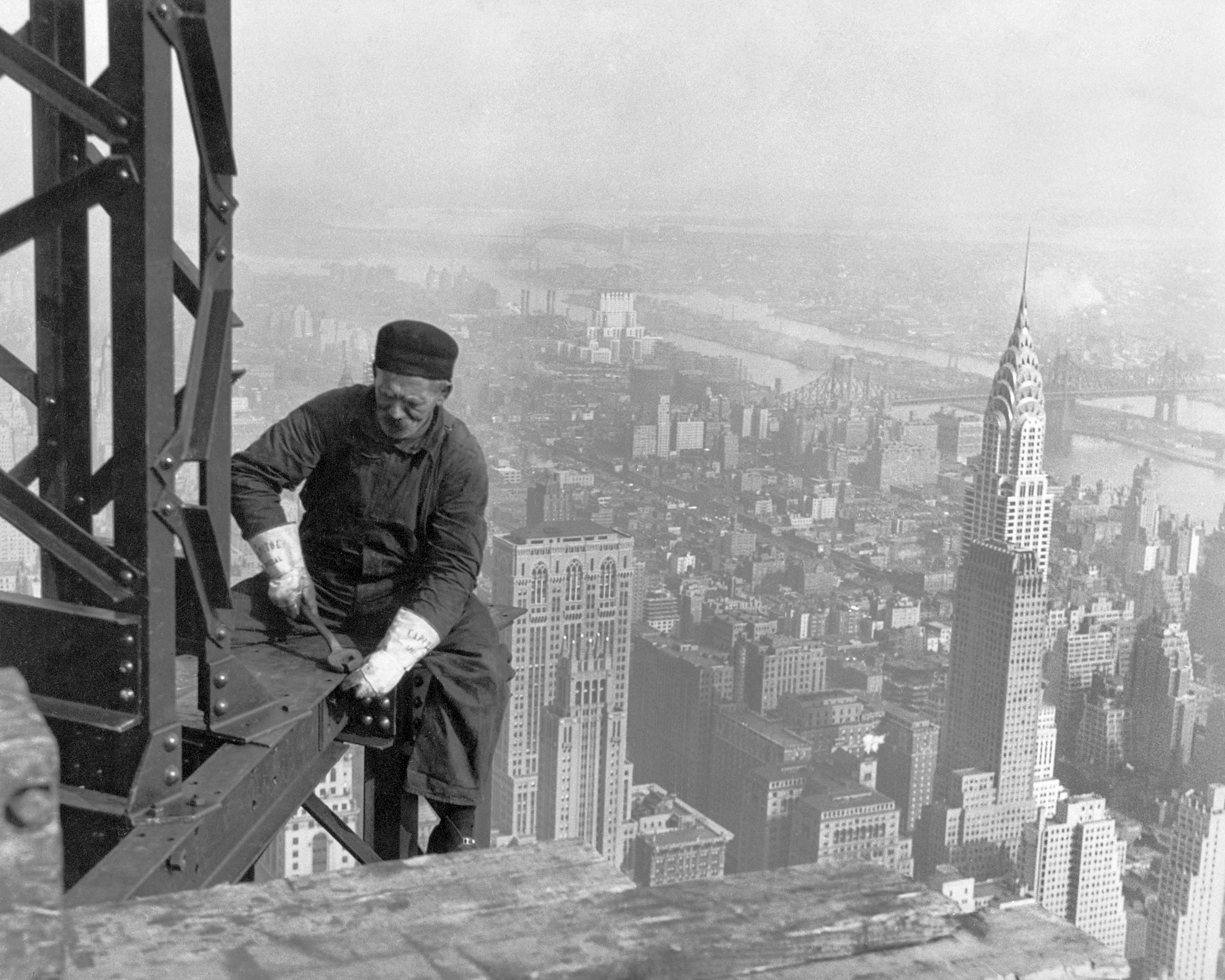
Construction de l'Empire State Building en 1930 avec le Chrysler Building à l'arrière plan par Lewis Hine

Les critiques s'inquiétaient de l'impact de la technologie moderne et de la vie urbaine sur la condition humaine et avançaient que les gratte-ciel généraient de la pollution, du bruit et imposaient un mode de vie déshumanisant et régenté aux personnes qui y travaillaient. L'historien Lewis Mumford illustra les reproches de nombreux contemporains dans ses articles Is the Skyscraper Tolerable ? et The Intolerable City (« le gratte-ciel est-il tolérable ? » et « la ville intolérable »). Le politologue Stefan Hirsch qualifia ces immeubles de « pansements couvrant le ciel, étouffant notre respiration ». L'inventeur Thomas Edison exprima sa crainte qu'une expansion incontrôlée des gratte-ciel n'entraîne une surpopulation et un désastre. Les gravures de l'artiste Howard Cook critiquaient le caractère oppressif des nouveaux gratte-ciel surplombant la ville traditionnelle. Les photographies de Berenice Abbott dans les années 1930 dans le cadre de son projet Changing New York exploraient l'impact des gratte-ciel sur les modes de vie.
Le cinéma hollywoodien utilisa largement l'imagerie des gratte-ciel dans ses films. The Skyscrapers of New York fut le premier en 1906 et dans les années 1920, Harold Lloyd réalisa plusieurs films sur ce thème dont notamment Monte là-dessus ! dans lequel le héros est suspendu à une horloge sur le côté d'un bâtiment de Los Angeles. Le film King Kong de 1933 comprend également une autre scène emblématique lorsque le singe géant escalade l'Empire State Building peu avant sa mort.

## Héritage

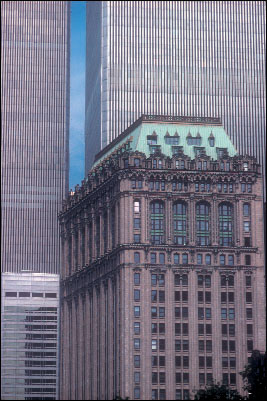
Le 90 West Street surplombé par le World Trade Center en 1988

Le développement des gratte-ciel marqua une pause durant la Seconde Guerre mondiale et lorsqu'il reprit dans les années 1950 et 1960, il s'orienta dans une direction différente avec notamment les styles international et moderne. Cette évolution avait été initiée par des projets comme le Philadelphia Savings Fund Society Building inauguré en 1932. Ces styles initièrent une nouvelle génération de gratte-ciel avec de larges façades vitrées qui rompaient avec les traditions,. À l'intérieur, de nouvelles technologies comme les tubes fluorescents et la climatisation généralisée rendirent obsolètes d'anciens éléments architecturaux comme les atriums et les fenêtres mobiles.
L'évolution eut des implications importantes pour de nombreux anciens gratte-ciel. Certains furent modifiés pour répondre aux nouveaux goûts comme le Metropolitan Life Tower dont les ornements furent retirés dans les années 1960 pour correspondre aux modes contemporains plus sobres. De nombreux anciens gratte-ciel ne pouvaient cependant pas être adaptés car ils étaient trop petits pour accueillir les bureaux modernes ou les nouveaux équipements. Certains furent démolis pour laisser la place à des structures plus grandes et plus récentes. Parmi ceux-là figuraient la Singer Tower démolie en 1968 et remplacée par l'United States Steel Building. Au XXIe siècle, des immeubles comme le 90 West Street ont été rénovés pour accueillir des logements haut de gamme.
Les discussions sur les premiers gratte-ciel commencèrent dès les années 1880 dans la communauté architecturale et elles se poursuivirent durant l'entre-deux-guerres. Dans les années 1930, les termes d'« école » et de « mouvement » de Chicago furent popularisés par des académiciens comme Sigfried Giedion et Carl Condit pour désigner les premiers architectes chicagoans. Ils considéraient les gratte-ciel comme les précurseurs du modernisme qui marquaient une rupture avec les styles architecturaux antérieurs,. Cette interprétation fut par la suite contestée par Robert Bruegmann et Daniel Bluestone qui avancèrent qu'elle sous-estimait les liens du mouvement avec la culture de Chicago. Dans les années 1980 et 1990, les analyses des premiers gratte-ciel se détournèrent des architectes et de leurs styles individuels pour se concentrer sur leur rôle dans l'urbanisme au sens large. Cette évolution donna naissance à des articles soulignant la dimension sociale, économique et culturelle des gratte-ciel et ceux de New York connurent un regain d'intérêt,,. Le Skyscraper Museum ou « musée des gratte-ciel », le premier consacré à ce domaine, fut fondé à New York en 1997 à l'initiative de l'historien Carol Willis pour préserver leur histoire.